# Вирусы
Ви́рус (лат. virus) — неклеточный инфекционный агент, который может воспроизводиться только внутри клеток. Вирусы поражают все типы организмов, от растений и животных до бактерий и архей (вирусы бактерий обычно называют бактериофагами). Обнаружены также вирусы, способные реплицироваться только в присутствии других вирусов (вирусы-сателлиты).
Со времени публикации в 1892 году статьи Дмитрия Ивановского, описывающей небактериальный патоген растений табака, и открытия в 1898 году Мартином Бейеринком вируса табачной мозаики были детально описаны более 6 тысяч видов вирусов, хотя предполагают, что их существует более ста миллионов. Вирусы обнаружены почти в каждой экосистеме на Земле, включая Мировой океан, они являются самой многочисленной биологической формой. Изучением вирусов занимается наука вирусология, раздел микробиологии.
Геномы вирусов могут быть представлены как ДНК, так и РНК, причём в обоих случаях как одноцепочечной, так и двуцепочечной. Некоторые вирусы способны к обратной транскрипции. Кроме того, у некоторых РНК-содержащих вирусов в репликации участвует рибозим, что сближает их с вироидами. Однако все вирусы, в отличие от вироидов, образуют белковые капсиды, в которые заключён их генетический материал.
У животных вирусные инфекции вызывают иммунный ответ, который чаще всего приводит к уничтожению болезнетворного вируса. Иммунный ответ также можно вызвать вакцинами, дающими активный приобретённый иммунитет против конкретной вирусной инфекции. Однако некоторым вирусам, в том числе вирусу иммунодефицита человека и возбудителям вирусных гепатитов, удаётся избежать иммунного ответа, вызывая хроническую болезнь. Антибиотики не действуют на вирусы, однако было разработано несколько противовирусных препаратов.
Термин «вирус» является общим для обозначения инфекционного агента, способного паразитировать внутри клеток. Для обозначения единичной стабильной вирусной частицы, покинувшей клетку и способной инфицировать другие клетки того же типа, применяется термин «вирион».

## Этимология названия
Слово «вирус» произошло от лат. virus — «болезнетворный яд», «слизь». Для обозначения инфекционного заболевания оно впервые было применено в 1728 году, в 1790-х годах использовалось для обозначения агента, способного вызывать инфекционное заболевание. Для обозначения субмикроскопического инфекционного агента латинское слово virus начало использоваться с работы голландского микробиолога Мартина Бейеринка, опубликованной в 1898 году, однако на тот момент вирус был ошибочно принят за жидкость, которая проходила через фильтр, не пропускающий бактерии. Сам вирус был открыт в 1892 году Дмитрием Ивановским. В подобных случаях инфекционного агента стали называть «фильтрующимся вирусом», чтобы отличать его от бактерий. Хотя таких фильтрующихся вирусов к 1920-м годам было известно уже достаточно, их природа была всё ещё непонятна, а в 1930-х годах этот термин перестали использовать в пользу более простого слова «вирус» для обозначения небактериальных агентов. В конце 1930-х годов впервые удалось визуализировать вирусы с помощью электронного микроскопа и их природа, наконец, стала понятна. Первое использование производного от virus термина «вирион» для обозначения отдельных вирусных частиц датируется 1959 годом.

## История исследований

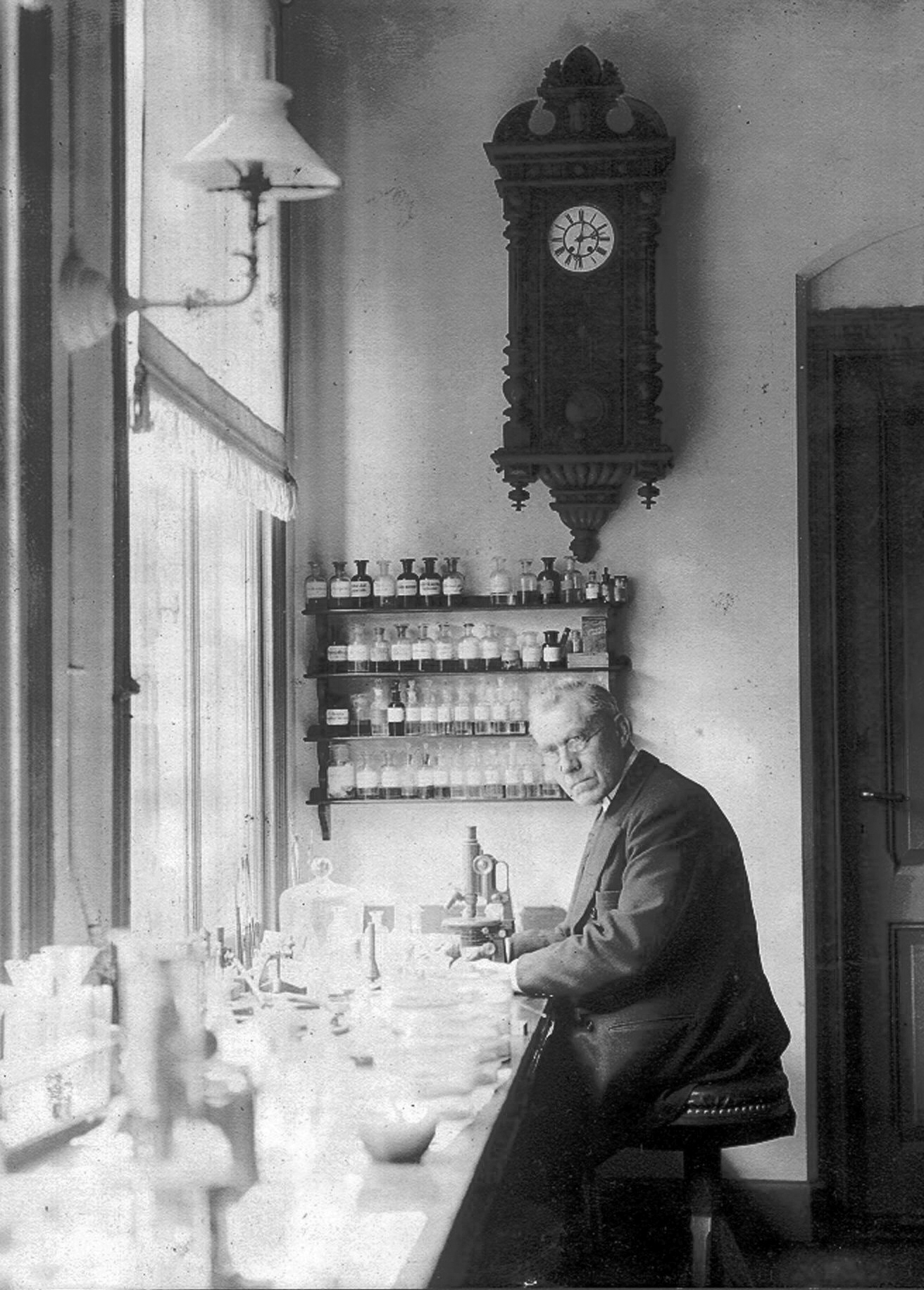
Мартин Бейеринк в своей лаборатории в 1921 году

По мере накопления данных об инфекционных заболеваниях различных организмов стало очевидно, что далеко не все из них вызываются патогенами, известными на тот момент, — бактериями, протистами или микроскопическими грибками. В частности, Луи Пастер не смог найти агент, вызывающий бешенство, и предполагал, что этот патоген слишком мал, чтобы увидеть его в микроскоп. В 1884 году французский микробиолог Шарль Шамберлан изобрёл фильтр (сейчас известный как фильтр Шамберлана или фильтр Шамберлана — Пастера), поры которого меньше бактерий. С помощью этого фильтра можно полностью удалить бактерии из раствора. В 1892 году русский биолог Дмитрий Ивановский использовал его для изучения вида, сейчас известного как вирус табачной мозаики. Его эксперименты показали, что экстракт перетёртых листьев заражённых растений табака сохраняет инфекционные свойства и после фильтрации. Ивановский предположил, что инфекция может вызываться токсином, выделяемым бактериями, однако он не развил эту идею. В то время считалось, что любой инфекционный агент можно выделить на фильтре и выращивать в питательной среде — таков один из постулатов микробной теории болезней. Кроме того, Ивановский в оптическом микроскопе наблюдал в заражённых клетках растений кристаллоподобные тела, которые в современном понимании являлись скоплениями вирусов, впоследствии они были названы «кристаллами Ивановского». В 1898 году голландский микробиолог Мартин Бейеринк повторил эксперименты Ивановского и пришёл к выводу, что прошедший сквозь фильтр инфекционный материал есть не что иное, как новая форма инфекционных агентов. Он подметил, что агент размножался только в делящихся клетках, однако его опыты не выявили того, что он представляет собой частицы. Бейеринк назвал его Contagium vivum fluidum (дословно лат. растворимый живой микроб) и вновь ввёл в употребление слово «вирус». Он утверждал, что по своей природе вирус жидкий. Эта теория впоследствии была опровергнута Уэнделлом Стэнли, доказавшим, что вирусы представляют собой частицы. В том же году Фридрих Лёффлер и Пауль Фрош обнаружили первый вирус животных — возбудитель ящура (афтовирус), пропустив его через схожий фильтр.
В начале XX века английский бактериолог Фредерик Туорт открыл группу вирусов, инфицирующих бактерии (сейчас они известны как бактериофаги или просто фаги), а франко-канадский микробиолог Феликс д’Эрелль описал вирусы, которые при добавлении к бактериям на агаре образуют вокруг себя пространство с мёртвыми бактериями. Д’Эрелль сделал точные разведения суспензии этих вирусов и установил наибольшее разведение (наименьшую концентрацию вирусов), при котором не все бактерии погибают, но тем не менее образуются отдельные области с мёртвыми клетками. Подсчитав число таких областей и учитывая коэффициент разведения, он определил число вирусных частиц в первоначальной суспензии. Фаги были объявлены потенциальным средством от болезней, таких как тиф и холера, однако это было забыто в связи с открытием уникальных свойств пенициллина. Изучение фагов дало информацию о явлении «включения» и «выключения» генов, а также позволило использовать их для введения в бактериальный геном чужеродных генов.
К концу XIX века было известно, что вирусы обладают инфекционными свойствами, способны проходить через фильтры и нуждаются в живом хозяине для размножения. В то время вирусы в исследовательских целях культивировали только в растениях и животных. В 1906 году Росс Грэнвилл Гаррисон изобрёл метод выращивания тканей в лимфе, и в 1913 году Штейнард, Израэли и Ламберт использовали этот метод при выращивании вируса осповакцины на фрагментах ткани роговицы морских свинок. В 1928 году Г. Б. Мэйтланд и М. К. Мэйтланд вырастили вирус осповакцины на суспензии из измельчённых куриных почек. Этот метод не применялся широко до конца 1950-х годов, когда в больших масштабах стали выращивать полиовирус для производства вакцины.
Другое крупное достижение принадлежит американскому патологу Эрнесту Уильяму Гудпасчеру; в 1939 г он вырастил вирус гриппа и несколько других вирусов в оплодотворённых куриных яйцах. В 1949 году Джон Франклин Эндерс, Томас Уэллер и Фредерик Роббинс вырастили полиовирус на культуре клеток зародыша человека. Это был первый вирус, выращенный не на тканях животных или яйцах. Эта работа дала возможность Джонасу Солку создать эффективную полиовакцину (вакцину против полиомиелита).
Первые изображения вирусов были получены после изобретения электронного микроскопа немецкими инженерами Эрнстом Руской и Максом Кноллем. В 1935 году американский биохимик и вирусолог Уэнделл Мередит Стэнли тщательно изучил вирус табачной мозаики и обнаружил, что он по большей части состоит из белка. Спустя короткое время этот вирус был разделён на белковую и РНК-составляющую. Вирус табачной мозаики был кристаллизован первым среди вирусов, что позволило многое узнать о его структуре. Первая рентгенограмма кристаллизованного вируса была получена Берналем и Фэнкухеном в конце 1930-х годов. На основании полученных ею изображений Розалинд Франклин в 1955 году определила полную структуру вируса. В том же году Хайнц Френкель-Конрат и Робли Уилльямс показали, что очищенная РНК вируса табачной мозаики и белок оболочки способны к самосборке в функциональный вирус. Это позволило им предположить, что подобный механизм лежит в основе сборки вирусов внутри клеток-хозяев.
Вторая половина XX века стала периодом расцвета вирусологии. В то время было открыто свыше 2000 видов вирусов животных, растений и бактерий. В 1957 году были открыты лошадиный артеривирус и возбудитель вирусной диареи коров (пестивирус). В 1963 году Барух Бламберг открыл вирус гепатита B, а в 1965 году Хоуард Темин описал первый ретровирус. В 1970 году Темин и Дейвид Балтимор независимо друг от друга описали обратную транскриптазу, ключевой фермент, с помощью которого ретровирусы синтезируют ДНК-копии своих РНК. В 1983 году группа учёных во главе с Люком Монтанье из Института Пастера во Франции впервые выделила ретровирус, известный сейчас как ВИЧ.
В 2002 году в Нью-Йоркском университете был создан первый синтетический вирус (вирус полиомиелита).

## Происхождение
Появление вирусов на эволюционном древе жизни неясно: некоторые из них могли образоваться из плазмид, небольших молекул ДНК, способных передаваться от одной клетки к другой, в то время как другие могли произойти от бактерий. В эволюции вирусы являются важным звеном горизонтального переноса генов, обуславливающего генетическое разнообразие. Некоторые учёные считают вирусы особой формой жизни, так как они имеют генетический материал, способны создавать себе подобные вирусы и эволюционируют путем естественного отбора. Однако у вирусов отсутствуют важные характеристики (такие как клеточное строение и собственный обмен веществ), без которых их нельзя отнести к живому. Так как они обладают некоторыми, но не всеми свойствами живого, вирусы описываются как «организмы на краю жизни».
Вирусы найдены везде, где есть жизнь, и, вероятно, вирусы существуют с момента появления первых живых клеток. Происхождение вирусов неясно, поскольку они не оставляют каких бы то ни было ископаемых остатков, а их родственные связи можно изучать только методами молекулярной филогенетики.

### Гипотезы о происхождении вирусов
Существует три основные гипотезы происхождения вирусов: регрессивная гипотеза, гипотеза клеточного происхождения и гипотеза коэволюции.

#### Регрессивная гипотеза
Согласно этой гипотезе, вирусы когда-то были мелкими клетками, паразитирующими в более крупных клетках. С течением времени эти клетки предположительно утратили гены, которые были «лишними» при паразитическом образе жизни. Эта гипотеза основывается на наблюдении, что некоторые бактерии, а именно риккетсии и хламидии, представляют собой клеточные организмы, которые тем не менее подобно вирусам могут размножаться только внутри другой клетки. Эту гипотезу также называют гипотезой дегенерации или гипотезой редукции.

#### Гипотеза клеточного происхождения
Некоторые вирусы могли появиться из фрагментов ДНК или РНК, которые «высвободились» из генома более крупного организма. Такие фрагменты могут происходить от плазмид (молекул ДНК, способных передаваться от клетки к клетке) или от транспозонов (молекул ДНК, реплицирующихся и перемещающихся с места на место внутри генома). Транспозоны, которые раньше называли «прыгающими генами», являются примерами мобильных генетических элементов, возможно, от них могли произойти некоторые вирусы. Транспозоны были открыты Барбарой Мак-Клинток в 1950 году в кукурузе. Эту гипотезу также называют гипотезой кочевания или гипотезой побега.

#### Гипотезакоэволюции
Эта гипотеза предполагает, что вирусы возникли из сложных комплексов белков и нуклеиновых кислот в то же время, что и первые на Земле живые клетки, и зависят от клеточной жизни вот уже миллиарды лет. Помимо вирусов, существуют и другие неклеточные формы жизни. Например, вироиды — это молекулы РНК, которые не рассматриваются как вирусы, потому что у них нет белковой оболочки. Тем не менее ряд характеристик сближает их с некоторыми вирусами, а потому их относят к субвирусным частицам. Вироиды являются важными патогенами растений. Они не кодируют собственные белки, однако взаимодействуют с клеткой-хозяином и используют её для осуществления репликации своей РНК. Вирус гепатита D имеет РНК-геном, схожий с геномом вироидов, однако сам не способен синтезировать белок оболочки. Для формирования вирусных частиц он использует белок капсида вируса гепатита B и может размножаться только в клетках, заражённых этим вирусом. Таким образом, вирус гепатита D является дефектным вирусом. Вирофаг Спутник схожим образом зависит от мимивируса, поражающего простейшее Acanthamoeba castellanii. Эти вирусы зависят от присутствия в клетке-хозяине другого вируса и называются вирусами-сателлитами. Подобные вирусы демонстрируют, как может выглядеть промежуточное звено между вирусами и вироидами.
Каждая из этих гипотез имеет свои слабые места: регрессивная гипотеза не объясняет, почему даже мельчайшие клеточные паразиты никак не походят на вирусы. Гипотеза побега не даёт объяснения появлению капсида и других компонентов вирусной частицы. Гипотеза коэволюции противоречит определению вирусов как неклеточных частиц, зависимых от клеток-хозяев.
Тем не менее в настоящее время многие специалисты признают вирусы древними организмами, появившимися, предположительно, ещё до разделения клеточной жизни на три домена. Это подтверждается тем, что некоторые вирусные белки не обнаруживают гомологии с белками бактерий, архей и эукариот, что свидетельствует о сравнительно давнем обособлении этой группы. В остальном же достоверно объяснить происхождение вирусов на основании трёх закрепившихся классических гипотез не удаётся, что делает необходимыми пересмотр и доработку этих гипотез.

### Мир РНК
Гипотеза мира РНК и компьютерный анализ последовательностей вирусной ДНК и РНК хозяина дают лучшее понимание эволюционных взаимоотношений между различными группами вирусов и могут помочь определить предков современных вирусов. До настоящего времени такие исследования пока не прояснили, какая из трёх основных гипотез верна. Однако представляется маловероятным, чтобы все современные вирусы имели общего предка, и, возможно, в прошлом вирусы независимо возникали несколько раз по одному или нескольким механизмам, так как между различными группами вирусов имеются значительные различия в организации генетического материала.

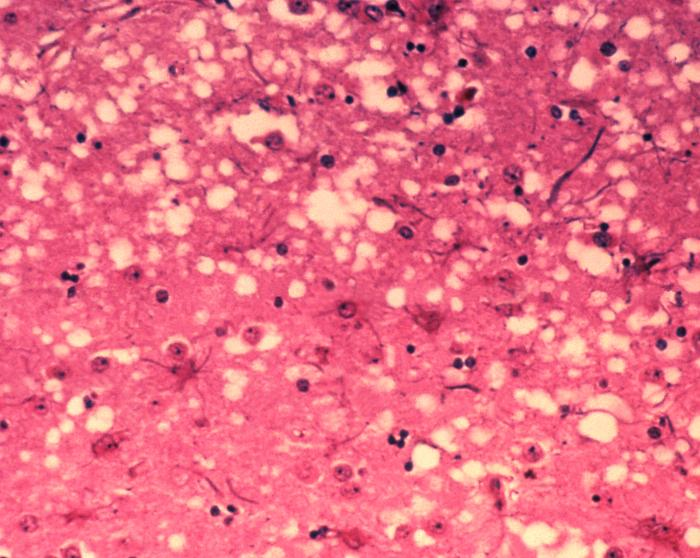
Препарат головного мозга коровы, поражённой коровьим бешенством. В сером веществе образуются микроскопические полости, которые придают ткани вид губки

### Прионы
Прионы — это инфекционные белковые молекулы, не содержащие ДНК или РНК. Они вызывают такие заболевания, как почесуха овец, губчатая энцефалопатия крупного рогатого скота и хроническая слабость (англ. chronic wasting disease) у оленей. К прионным болезням человека относят куру, болезнь Крейтцфельдта — Якоба и синдром Герстмана — Штраусслера — Шейнкера. Прионы способны стимулировать образование собственных копий. Прионный белок способен существовать в двух изоформах: нормальной (PrPC) и прионной (PrPSc). Прионная форма, взаимодействуя с нормальным белком, способствует его превращению в прионную форму. Хотя прионы фундаментально отличаются от вирусов и вироидов, их открытие даёт больше оснований поверить в то, что вирусы могли произойти от самовоспроизводящихся молекул.

## Биология

### Вирусы как форма жизни
Пока вирус находится во внеклеточной среде или в процессе заражения клетки, он существует в виде независимой частицы. Вирусные частицы (вирионы) состоят из двух или трёх компонентов: генетического материала в виде ДНК или РНК (некоторые, например мимивирусы, имеют оба типа молекул); белковой оболочки (капсида), защищающей эти молекулы, и, в некоторых случаях, — дополнительных липидных оболочек. Наличие капсида отличает вирусы от вирусоподобных инфекционных нуклеиновых кислот — вироидов. В зависимости от того, каким типом нуклеиновой кислоты представлен генетический материал, выделяют ДНК-содержащие вирусы и РНК-содержащие вирусы; на этом принципе основана классификация вирусов по Балтимору. Ранее к вирусам также ошибочно относили прионы, однако впоследствии оказалось, что эти возбудители представляют собой особые инфекционные белки и не содержат нуклеиновых кислот. Форма вирусов варьирует от простой спиральной и икосаэдрической до более сложных структур. Размеры среднего вируса составляют около одной сотой размеров средней бактерии. Большинство вирусов слишком малы, чтобы быть отчётливо различимыми под световым микроскопом.
Вирусы являются облигатными паразитами, так как не способны размножаться вне клетки. Вне клетки вирусные частицы не проявляют признаки живого и ведут себя как частицы биополимеров. От живых паразитарных организмов вирусы отличаются полным отсутствием основного и энергетического обмена и отсутствием сложнейшего элемента живых систем — аппарата трансляции (синтеза белка), степень сложности которого превышает таковую самих вирусов.
Согласно одному из определений, вирусы представляют собой форму жизни, согласно другому, вирусы являются комплексами органических молекул, взаимодействующими с живыми организмами. Вирусы характеризуют как «организмы на границе живого». Вирусы похожи на живые организмы в том, что они имеют свой набор генов и эволюционируют путём естественного отбора, а также в том, что способны размножаться, создавая собственные копии путём самосборки. Вирусы имеют генетический материал, однако лишены клеточного строения, а именно эту черту обычно рассматривают как фундаментальное свойство живой материи. У вирусов нет собственного обмена веществ, и для синтеза собственных молекул им необходима клетка-хозяин. По этой причине они не способны размножаться вне клетки. В то же время такие бактерии, как риккетсии и хламидии, несмотря на то, что не могут размножаться вне клеток хозяина, считаются живыми организмами. Общепризнанные формы жизни размножаются делением клетки, в то время как вирусные частицы самопроизвольно собираются в инфицированной клетке. От роста кристаллов размножение вирусов отличается тем, что вирусы наследуют мутации и находятся под давлением естественного отбора. Самосборка вирусных частиц в клетке даёт дополнительное подтверждение гипотезы, что жизнь могла зародиться в виде самособирающихся органических молекул. Опубликованные в 2013 году данные о том, что некоторые бактериофаги обладают собственной иммунной системой, способной к адаптации, являются дополнительным доводом в пользу определения вируса как формы жизни.

### Структура
Вирусы демонстрируют огромное разнообразие форм и размеров. Как правило, вирусы значительно мельче бактерий. Большинство изученных вирусов имеют диаметр в пределах от 20 до 300 нм. Некоторые филовирусы имеют длину до 1400 нм, но их диаметр составляет лишь 80 нм. В 2013 году самым крупным из известных вирусов считался Pandoravirus размерами 1 × 0,5 мкм, однако в 2014 году из многолетней мерзлоты из Сибири был описан Pithovirus, достигающий 1,5 мкм в длину и 0,5 мкм в диаметре. В настоящий момент он считается крупнейшим из известных вирусов. Большинство вирионов невозможно увидеть в световой микроскоп, поэтому используют электронные — как сканирующие, так и просвечивающие. Чтобы вирусы резко выделялись на окружающем фоне, применяют электронно-плотные «красители». Они представляют собой растворы солей тяжёлых металлов, таких как вольфрам, которые рассеивают электроны на покрытой ими поверхности. Однако обработка такими веществами ухудшает видимость мелких деталей. В случае негативного контрастирования «окрашивается» только фон.
Зрелая вирусная частица, известная как вирион, состоит из нуклеиновой кислоты, покрытой защитной белковой оболочкой — капсидом. Капсид складывается из одинаковых белковых субъединиц, называемых капсомерами. Вирусы могут также иметь липидную оболочку поверх капсида (суперкапсид), образованную из мембраны клетки-хозяина. Капсид состоит из белков, кодируемых вирусным геномом, а его форма лежит в основе классификации вирусов по морфологическому признаку. Сложноорганизованные вирусы, кроме того, кодируют специальные белки, помогающие в сборке капсида. Комплексы белков и нуклеиновых кислот известны как нуклеопротеины, а комплекс белков вирусного капсида с вирусной нуклеиновой кислотой называется нуклеокапсидом. Форму капсида и вириона в целом можно механически (физически) исследовать при помощи сканирующего атомно-силового микроскопа.

#### Капсид
Классифицируют четыре морфологических типа капсидов вирусов: спиральный, икосаэдрический, продолговатый и комплексный.

##### Спиральный
Эти капсиды состоят из одного типа капсомеров, уложенных по спирали вокруг центральной оси. В центре этой структуры может находиться центральная полость или канал. Такая организация капсомеров приводит к формированию палочковидных и нитевидных вирионов: они могут быть короткими и очень плотными или длинными и очень гибкими. Генетический материал, как правило, представлен одноцепочечной РНК (в некоторых случаях одноцепочечной ДНК) и удерживается в белковой спирали ионными взаимодействиями между отрицательными зарядами на нуклеиновых кислотах и положительными зарядами на белках. В целом, длина спирального капсида зависит от длины окружённой им нуклеиновой кислоты, а диаметр определяется размером и расположением капсомеров. Примером спирального вируса может служить вирус табачной мозаики.

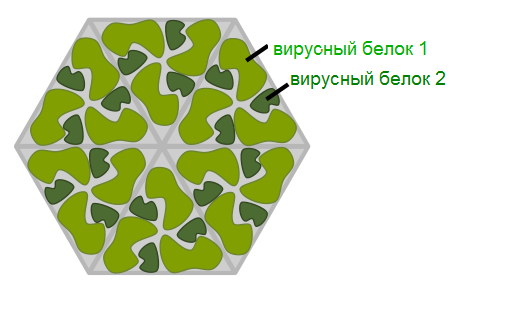
Вирус с капсомером типа гексон. Эта иллюстрация показывает, что вирусный капсид может быть выстроен из множественных копий всего лишь двух белков

##### Икосаэдрический
Большинство вирусов животных имеют икосаэдрическую или почти шарообразную форму с икосаэдрической симметрией. Правильный икосаэдр является оптимальной формой для закрытого капсида, сложенного из одинаковых субъединиц. Минимальное необходимое число одинаковых капсомеров — 12, каждый капсомер состоит из пяти идентичных субъединиц. Многие вирусы, такие как ротавирус, имеют более двенадцати капсомеров и выглядят круглыми, но сохраняют икосаэдрическую симметрию. Капсомеры, находящиеся в вершинах, окружены пятью другими капсомерами и называются пентонами. Капсомеры треугольных граней имеют 6 соседей-капсомеров и называются гексонами. Гексоны, по существу, являются плоскими, а пентоны, образующие 12 вершин, — изогнутыми. Один и тот же белок может выступать субъединицей и пентомеров, и гексамеров, или же они могут состоять из различных белков.

##### Продолговатый
Продолговатыми называют икосаэдрические капсиды, вытянутые вдоль оси симметрии пятого порядка. Такая форма характерна для головок бактериофагов.

##### Комплексный
Форма этих капсидов ни чисто спиральная, ни чисто икосаэдрическая. Они могут нести дополнительные наружные структуры, такие как белковые хвосты или сложные наружные стенки. Некоторые бактериофаги, такие как фаг Т4, имеют комплексный капсид, состоящий из икосаэдрической головки, соединённой со спиральным хвостом, который может иметь шестигранное основание с отходящими от него хвостовыми белковыми нитями. Этот хвост действует наподобие молекулярного шприца, прикрепляясь к клетке-хозяину и затем впрыскивая в неё генетический материал вируса.

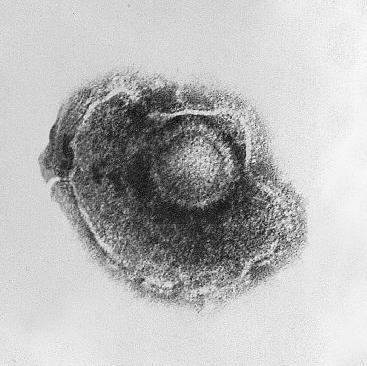
Вирус герпеса, окружённый липидной оболочкой (суперкапсидом)

#### Оболочка
Некоторые вирусы окружают себя дополнительной оболочкой из модифицированной клеточной мембраны (плазматической или внутренней, такой как ядерная мембрана или мембрана эндоплазматического ретикулума). Этот дополнительный билипидный слой называется суперкапсидом, а шиповидные выступы на нём — пепломерами. Липидная оболочка вируса испещрена белками, кодируемыми вирусными геномом и геномом хозяина; сама же мембрана, а также любые её углеводные компоненты происходят целиком из клетки-хозяина. Таким образом формируют свою оболочку вирус гриппа и ВИЧ. Инфекционность большинства вирусов, имеющих оболочку, зависит именно от этой оболочки.
Поксвирусы представляют собой крупные сложноорганизованные вирусы с необычной морфологией. Генетический материал вируса связан с белками в центральной дисковидной структуре, известной как нуклеоид. Нуклеоид окружён мембраной и двумя боковыми телами неизвестной функции. Вирус имеет наружную оболочку с большим количеством белков на её поверхности. Весь вирион слегка плейоморфен (то есть способен изменять форму и размер в зависимости от условий) и может принимать форму от овальной до блоковидной. Мимивирус является одним из крупнейших описанных вирусов и имеет икосаэдрический капсид диаметром 400—500 нм. Белковые филаменты, отходящие от поверхности вириона, достигают 100 нм в длину. В 2011 году исследователи обнаружили ещё более крупный вирус на океаническом дне вблизи побережья Чили. Вирус, которому было дано временное название Megavirus chilensis, можно увидеть даже в обычный оптический микроскоп.

### Геном
| Свойства            | Параметры                                                                                |
| ------------------- | ---------------------------------------------------------------------------------------- |
| Нуклеиновая кислота | - ДНК - РНК - И ДНК, и РНК (в различных стадиях жизненного цикла)                        |
| Форма               | - Линейная - Кольцевая - Сегментированная                                                |
| Количество цепей    | - Одноцепочечные - Двуцепочечные - Двуцепочечные с одноцепочечными фрагментами           |
| Полярность          | - Положительная полярность (+) - Отрицательная полярность (−) - Двойная полярность (+/−) |

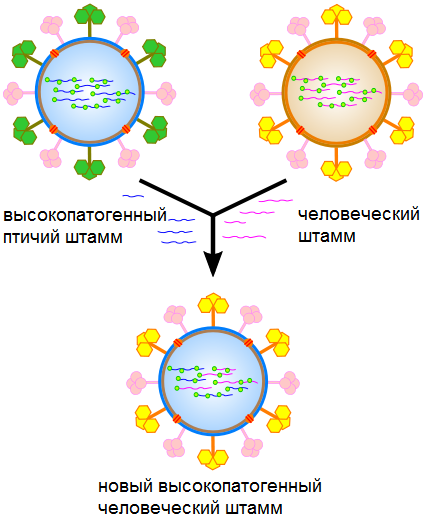
Реассортимент может стать причиной появления нового высокопатогенного штамма человеческого гриппа

Вирусы демонстрируют огромное количество вариантов организации генома; в этом смысле они более разнообразны, чем растения, животные, археи и бактерии. Существуют миллионы различных типов вирусов, но только примерно 5000 из них были детально описаны. Генетический материал вируса может быть представлен либо ДНК, либо РНК, соответственно, вирусы подразделяют на ДНК-содержащие и РНК-содержащие. Подавляющее большинство вирусов являются РНК-содержащими. Вирусы растений чаще всего содержат одноцепочечную РНК, а бактериофаги, как правило, обладают двухцепочечными ДНК.
Вирусный геном может быть кольцевым, как у полиомавирусов, или линейным, как у аденовирусов. Форма генома не зависит от типа нуклеиновой кислоты. У многих РНК-содержащих вирусов и некоторых ДНК-содержащих вирусов геном часто представлен несколькими молекулами (частями), в связи с чем он называется сегментированным. У РНК-содержащих вирусов каждый сегмент часто кодирует только один белок, и обычно эти сегменты упаковываются в один капсид. Однако присутствие всех сегментов не всегда обязательно для инфекционности вируса, как это демонстрируют вирус мозаики костра и некоторые другие вирусы растений.
Независимо от типа нуклеиновой кислоты вирусные геномы, как правило, относятся к одному из двух видов: либо одноцепочечному, либо двухцепочечному. Двухцепочечный геном включает пару комплементарных цепей нуклеиновой кислоты, а одноцепочечный — только одну цепь. И только у некоторых семейств (например, Hepadnaviridae) геном включает в себя как одноцепочечные, так и двухцепочечные участки.
Для большинства РНК-содержащих вирусов и некоторых вирусов с одноцепочечной ДНК определяют полярность нуклеиновой кислоты в зависимости от того, комплементарна ли она вирусной мРНК. Молекула РНК с положительной полярностью (плюс-цепь) имеет ту же последовательность нуклеотидов, что и мРНК, поэтому по крайней мере какая-то её часть может незамедлительно начать транслироваться клеткой-хозяином. РНК с отрицательной полярностью (минус-цепь) комплементарна мРНК, поэтому до начала трансляции на ней должна быть синтезирована положительная РНК при помощи фермента РНК-зависимой-РНК-полимеразы. Названия цепей ДНК для вирусов, содержащих одноцепочечную ДНК, сходны с таковыми для РНК: кодирующая цепь комплементарна мРНК (-), а некодирующая является её копией (+). Однако геномы нескольких типов ДНК- и РНК-содержащих вирусов представлены молекулами, имеющими различную полярность, то есть транскрипции может подвергаться любая цепь. Таковы, например, геминивирусы — вирусы растений, содержащие одноцепочечную ДНК, — и аренавирусы — вирусы животных с одноцепочечной РНК.
Размер генома широко варьирует у различных видов. Самым маленьким одноцепочечным ДНК-геномом обладает цирковирус из семейства Circoviridae: его геном кодирует лишь два белка и содержит всего 2000 нуклеотидов. Один из самых крупных геномов обнаружен у мимивируса: он содержит свыше 1,2 млн пар оснований и кодирует более тысячи белков. Как правило, РНК-содержащие вирусы имеют меньший геном, чем ДНК-содержащие — размер их генома ограничен из-за большей вероятности ошибок во время репликации. При большем размере генома ошибки, произошедшие во время его репликации, сделали бы вирус нежизнеспособным или неконкурентоспособным. Чтобы преодолеть это ограничение, РНК-вирусы часто имеют сегментированный геном — это уменьшает вероятность того, что ошибка в одном из сегментов окажется фатальной для всего генома. Напротив, ДНК-содержащие вирусы обычно имеют более крупные геномы благодаря большей точности их репликативных ферментов. Однако вирусы, содержащие одноцепочечные ДНК, являются исключением из этого правила — скорость накопления мутаций в их геномах приближается к таковой для вирусов, содержащих одноцепочечные РНК.
Генетические изменения происходят у вирусов по разным механизмам. В их число входят случайные замены отдельных оснований в РНК или ДНК. В большинстве случаев эти точечные мутации являются «молчащими» — они не изменяют структуру белков, кодируемых мутантными генами, но иногда в результате таких изменений вирус может приобрести эволюционные преимущества, такие как устойчивость к противовирусным препаратам. Дрейф антигенов имеет место тогда, когда в геноме вируса происходят масштабные изменения. Это может быть результатом рекомбинации или реассортимента. Когда это случается с вирусом гриппа, результатом может стать пандемия. РНК-вирусы часто существуют как квазивиды или смесь вирусов одного вида, но с чуть различающимися нуклеотидными последовательностями генома. Такие квазивиды являются главной мишенью для естественного отбора.
Сегментированный геном даёт эволюционные преимущества: различные штаммы вируса с сегментированным геномом могут обмениваться генами и производить потомков с уникальными характеристиками. Это явление называется реассортиментом.
Генетическая рекомбинация — это процесс внесения разрыва в молекулу нуклеиновой кислоты с последующим «сшиванием» её с другими молекулами нуклеиновой кислоты. Рекомбинация может происходить между геномами двух вирусов, когда они заражают клетку одновременно. Исследования эволюции вирусов показали, что у изученных видов рекомбинация широко распространена. Рекомбинация характерна как для РНК-, так и для ДНК-содержащих вирусов.

## Размножение вирусов
Вирусы распространяются многими способами: вирусы растений часто передаются от растения к растению насекомыми, питающимися растительными соками, к примеру тлями; вирусы животных могут распространяться кровососущими насекомыми, такие организмы известны как переносчики. Вирус гриппа распространяется воздушно-капельным путём при кашле и чихании. Норовирус и ротавирус, обычно вызывающие вирусные гастроэнтериты, передаются фекально-оральным путём при контакте с заражённой пищей или водой. ВИЧ является одним из нескольких вирусов, передающихся половым путём и при переливании заражённой крови. Каждый вирус имеет определённую специфичность к хозяевам, определяющуюся типами клеток, которые он может инфицировать.

### Диапазон хозяев
Вирусы поражают все формы клеточных организмов, включая животных, растения, бактерии и грибы. Тем не менее различные типы вирусов могут поражать только ограниченный круг хозяев, многие вирусы видоспецифичны. Некоторые, как, например, вирус оспы, могут поражать только один вид — людей, в подобных случаях говорят, что вирус имеет узкий диапазон хозяев. Напротив, вирус бешенства может поражать различные виды млекопитающих, то есть он имеет широкий диапазон хозяев. Вирусы растений безвредны для животных, а большинство вирусов животных безопасны для человека. Диапазон хозяев некоторых бактериофагов ограничивается одним штаммом бактерий, и они могут использоваться для определения штаммов, вызывающих вспышки инфекционных заболеваний методом фагового типирования.

### Репликативный цикл

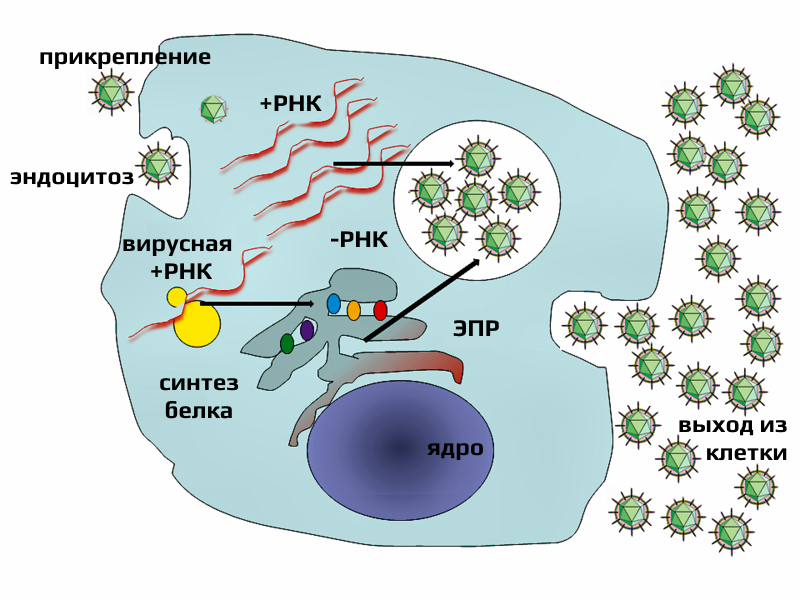
Типичный репликативный цикл вируса на примере вируса гепатита C

Вирусы не размножаются клеточным делением, поскольку не имеют клеточного строения. Вместо этого они используют ресурсы клетки-хозяина для образования множественных копий самих себя, и их сборка происходит внутри клетки.
Репликативный цикл вируса разделяют на несколько взаимоперекрывающихся этапов (обычно выделяют 6 этапов):
- Прикрепление представляет собой образование специфичной связи между белками вирусного капсида и рецепторами на поверхности клетки-хозяина. Это специфичное связывание определяет круг хозяев вируса. Например, ВИЧ поражает только определённый тип человеческих лейкоцитов. Это связано с тем, что оболочечный гликопротеин вируса gp120 специфично связывается с молекулой CD4 — хемокиновым рецептором, который обычно встречается на поверхности CD4+ T-лимфоцитов. Этот механизм обеспечивает инфицирование вирусом только тех клеток, которые способны осуществить его репликацию. Связывание с рецептором может вызвать конформационные изменения белка оболочки (или белка капсида в случае безоболочечного вируса), что в свою очередь служит сигналом к слиянию вирусной и клеточной мембран и проникновению вируса в клетку.
- Проникновение в клетку. На следующем этапе вирусу необходимо доставить внутрь клетки свой генетический материал. Некоторые вирусы также переносят внутрь клетки собственные белки, необходимые для её реализации (особенно это характерно для вирусов, содержащих негативные РНК). Различные вирусы для проникновения в клетку используют разные стратегии: например, пикорнавирусы впрыскивают свою РНК через плазматическую мембрану, а вирионы ортомиксовирусов захватываются клеткой в ходе эндоцитоза и попадают в кислую среду лизосом, где происходит депротеинизация вирусной частицы, после чего РНК в комплексе с вирусными белками преодолевает лизосомальную мембрану и попадает в цитоплазму. Вирусы также различают по тому, где происходит их репликация: часть вирусов (например, те же пикорнавирусы) размножается в цитоплазме клетки, а часть (например, ортомиксовирусы) в её ядре. Процесс инфицирования вирусами клеток грибов и растений отличается от инфицирования клеток животных. Растения имеют прочную клеточную стенку, состоящую из целлюлозы, а грибы — из хитина, так что большинство вирусов могут проникнуть в них только после повреждения клеточной стенки[106]. Однако почти все вирусы растений (включая вирус табачной мозаики) могут перемещаться из клетки в клетку в форме одноцепочечных нуклеопротеиновых комплексов через плазмодесмы[107]. Бактерии, как и растения, имеют крепкую клеточную стенку, которую вирусу, чтобы попасть внутрь, приходится повредить. Но в связи с тем, что клеточная стенка бактерий намного тоньше таковой у растений, некоторые вирусы выработали механизм впрыскивания генома в бактериальную клетку через толщу клеточной стенки, при котором капсид остаётся снаружи[108].
- Лишение оболочек представляет собой процесс потери капсида. Это достигается при помощи вирусных ферментов или ферментов клетки-хозяина, а может быть и результатом простой диссоциации. В конечном счёте вирусная геномная нуклеиновая кислота освобождается.
- Репликация вирусов подразумевает, прежде всего, репликацию генома. Репликация вируса включает синтез мРНК ранних генов вируса (с исключениями для вирусов, содержащих положительную РНК), синтез вирусных белков, возможно, сборку сложных белков и репликацию вирусного генома, которая запускается после активации ранних или регуляторных генов. Вслед за этим может последовать (у комплексных вирусов с крупными геномами) ещё один или несколько кругов дополнительного синтеза мРНК: «поздняя» экспрессия генов приводит к синтезу структурных или вирионных белков.

Отпочковывание вируса от клетки-хозяина

- Вслед за этим происходит сборка вирусных частиц, позже происходят некоторые модификации белков. У вирусов, таких как ВИЧ, такая модификация (иногда называемая созреванием) происходит после выхода вируса из клетки-хозяина[109].
- Выход из клетки. Вирусы могут покинуть клетку после лизиса, процесса, в ходе которого клетка погибает из-за разрыва мембраны и клеточной стенки, если такая есть. Эта особенность есть у многих бактериальных и некоторых животных вирусов. Некоторые вирусы подвергаются лизогенному циклу, где вирусный геном включается путём генетической рекомбинации в специальное место хромосомы клетки-хозяйки. Тогда вирусный геном называется провирусом, или, в случае бактериофага, профагом[110]. Когда клетка делится, вирусный геном также удваивается. В пределах клетки вирус в основном не проявляет себя; однако в некоторый момент провирус или профаг может вызвать активацию вируса, который может вызвать лизис клеток-хозяев[111].

Активно размножающийся вирус не всегда убивает клетку-хозяина. Оболочечные вирусы, в том числе ВИЧ, обычно отделяются от клетки путём отпочковывания. В ходе этого процесса вирус обзаводится своей оболочкой, которая представляет собой модифицированный фрагмент клеточной мембраны хозяина или другой внутренней мембраны. Таким образом, клетка может продолжать жить и продуцировать вирус.

### Особенности репликативного цикла различных вирусов
Генетический материал внутри вирусных частиц и способ его репликации значительно отличается у различных вирусов.
- ДНК-содержащие вирусы. Репликация генома у большинства ДНК-содержащих вирусов происходит в клеточном ядре. Если клетка имеет соответствующий рецептор на своей поверхности, эти вирусы проникают в клетку либо путём непосредственного слияния с клеточной мембраной (напр. герпесвирусы), либо — что бывает чаще — путём рецептор-зависимого эндоцитоза. Большинство ДНК-содержащих вирусов полностью полагаются на синтетический аппарат клетки-хозяина для производства их ДНК и РНК, а также последующего процессинга РНК. Однако вирусы с крупными геномами (например, поксвирусы) могут сами кодировать большую часть необходимых для этого белков. Геному вируса эукариот необходимо преодолеть ядерную оболочку для того, чтобы получить доступ к ферментам, синтезирующим ДНК и РНК, в случае же бактерифагов ему достаточно просто проникнуть в клетку[113][114].
- РНК-содержащие вирусы. Репликация таких вирусов обычно происходит в цитоплазме. РНК-содержащие вирусы можно подразделить на 4 группы в зависимости от способа их репликации. Механизм репликации определяется тем, является ли геном вируса одноцепочечным или двухцепочечным, вторым важным фактором в случае одноцепочечного генома является его полярность (может ли он непосредственно служить матрицей для синтеза белка рибосомами). Все РНК-вирусы используют собственную РНК-репликазу для копирования своих геномов[115].
- Вирусы, использующие обратную транскрипцию. Эти вирусы содержат одноцепочечную РНК (Retroviridae, Metaviridae, Pseudoviridae) или двухцепочечную ДНК (Caulimoviridae и Hepadnaviridae). РНК-содержащие вирусы, способные к обратной транскрипции (ретровирусы, например ВИЧ), используют ДНК-копию генома как промежуточную молекулу при репликации, а содержащие ДНК (параретровирусы, например вирус гепатита B) — РНК[116]. В обоих случаях используется обратная транскриптаза, или РНК-зависимая ДНК-полимераза. Ретровирусы встраивают ДНК, образующуюся в процессе обратной транскрипции, в геном хозяина, такое состояние вируса называется провирусом. Параретровирусы же этого не делают, хотя встроенные копии их генома могут давать начало инфекционным вирусам, особенно у растений[117]. Вирусы, использующие обратную транскрипцию, восприимчивы к противовирусным препаратам, ингибирующим обратную транскриптазу, в том числе к зидовудину и ламивудину.

### Действие на клетки

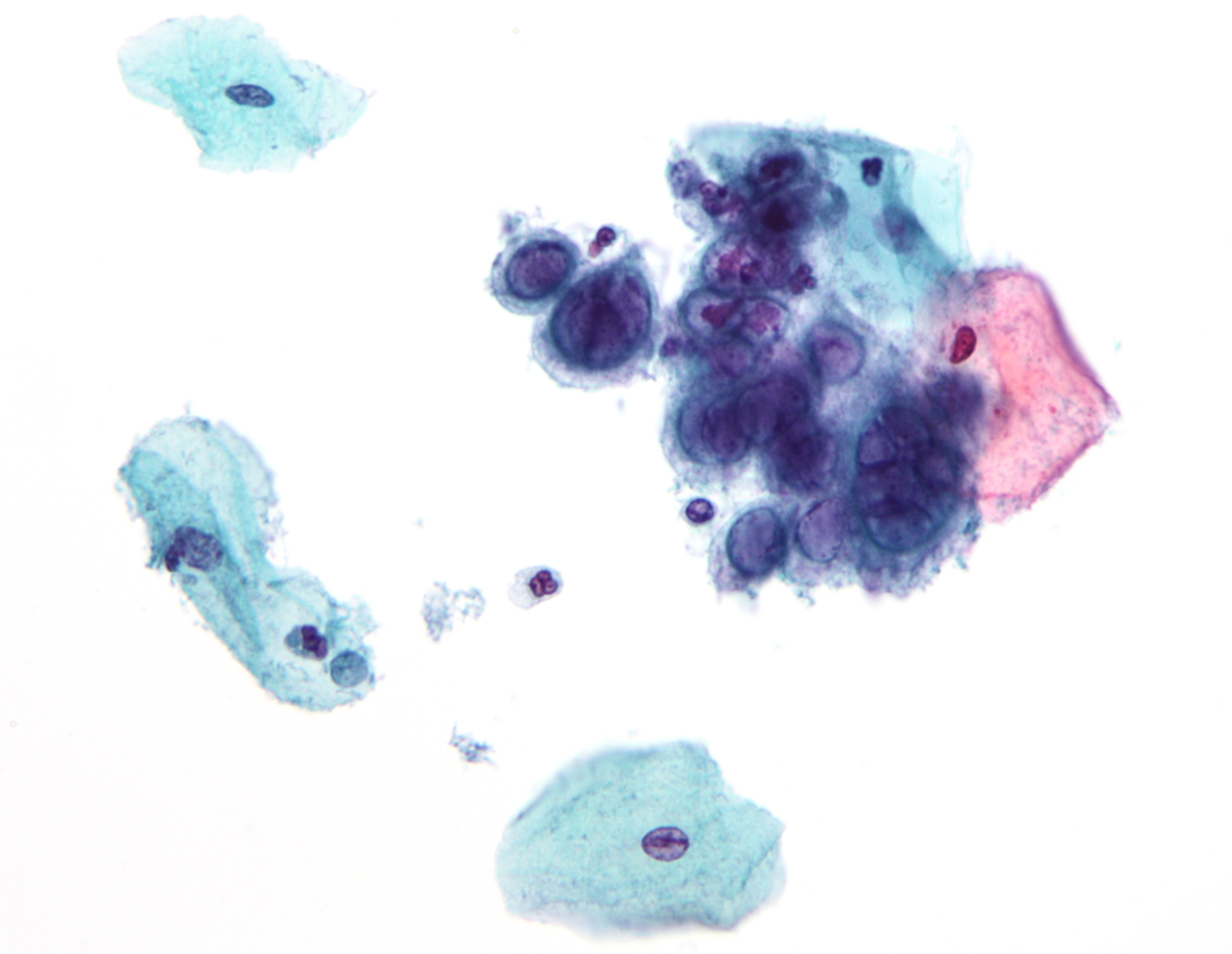
Микрофотография, показывающая цитопатические эффекты, вызванные вирусом простого герпеса первого типа. Тест Папаниколау

Диапазон структурных и биохимических эффектов, оказываемых вирусом на инфицированную клетку, очень широк. Они называются цитопатическими эффектами. Большинство вирусных инфекций приводят к гибели клеток-хозяев. Причинами гибели могут быть лизис клетки, изменения клеточной мембраны и апоптоз. Часто причиной гибели клетки является подавление её нормальной активности белками вируса, не все из которых входят в состав вирусной частицы.
Некоторые вирусы не вызывают никаких видимых изменений в поражённой клетке. Клетки, в которых вирус находится в латентном состоянии и неактивен, имеют мало признаков инфекции и нормально функционируют. Это является причиной хронических инфекций, и вирус при них может никак себя не проявлять многие месяцы или годы. Так часто бывает, например, с вирусом герпеса. Некоторые вирусы, например вирус Эпштейна — Барр, могут вызывать быстрое размножение клеток без появления злокачественности, в то время как другие, такие как папилломавирусы, могут вызвать рак.

## Численность
Вирусы являются самыми многочисленными биологическими объектами на Земле, и по этому показателю превосходят все организмы, вместе взятые. По некоторым оценкам, общее число вирусных частиц на планете примерно равно общему числу прокариотических и эукариотических клеток.

## Классификация
В таксономии живой природы вирусы выделяют в отдельный таксон, образующий в классификации Systema Naturae 2000 вместе с доменами Bacteria, Archaea и Eukaryota корневой таксон Biota. В течение XX века в систематике выдвигались предложения о создании выделенного таксона для неклеточных форм жизни (Aphanobionta Novak, 1930; надцарство Acytota Jeffrey, 1971; Acellularia), однако такие предложения не были кодифицированы.
Главной задачей классификации является описание разнообразия вирусов и группировка их на основании общих свойств. В 1962 году Андре Львов, Роберт Хорн и Пауль Турнье были первыми, кто разработал основные принципы классификации вирусов на основании Линнеевской иерархической системы. Основными таксонами в этой системе являются отдел, класс, порядок, семейство, род и вид. Вирусы были разделены на группы по их (а не их хозяев) общим свойствам и типу нуклеиновых кислоты в геноме. Классификация вирусов по Балтимору является, по существу, дополнением к более традиционной классификации.
Систематику и таксономию вирусов в настоящий момент кодифицирует и поддерживает Международный комитет по таксономии вирусов (International Committee on Taxonomy of Viruses, ICTV), поддерживающий также и таксономическую базу (The Universal Virus Database, ICTVdB).
Развитие вирусной метагеномики привело к идентификации множества новых РНК-вирусов, которые помогли воссоздать эволюционную историю РНК-содержащих вирусов. Не существует ни одного гена, который был бы общим для всех вирусов, что однозначно свидетельствует в пользу полифилетического происхождения вирусов. Тем не менее существует набор из приблизительно 20 ключевых генов, кодирующих белки, которые участвуют в репликации вирусов и образовании вирионов. На основании сходства по этим генам в 2018 году было предложено разделение всех вирусов на таксоны высшего ранга — реалмы. По состоянию на 2021 год вирусы подразделяются на шесть реалмов.

### Классификация ICTV
Международный комитет по таксономии вирусов разработал современную классификацию вирусов и выделил основные свойства вирусов, имеющие больший вес для классификации с сохранением единообразия семейств.
Была разработана объединённая таксономия (универсальная система для классификации вирусов). Седьмой отчёт ICTV закрепил для первых пор понятие о виде вируса как о низшем таксоне в иерархии вирусов. Однако к настоящему моменту была изучена лишь небольшая часть от общего разнообразия вирусов, анализ образцов вирусов из человеческого организма выявил, что около 20 % последовательностей вирусных нуклеиновых кислот ещё не было рассмотрено ранее, а образцы из окружающей среды, например морской воды и океанского дна, показали, что подавляющее большинство последовательностей являются совершенно новыми.
Допустимыми таксономическими единицами являются следующие ранги, которым соответствуют определённые суффиксы в научных названиях таксонов:
Реалм (-viria) и субреалм (-vira)
Царство (-virae) и подцарство (-virites)
Тип (-viricota) и подтип (-viricotina)
Класс (-viricetes) и подкласс (-viricetidae)
Порядок (-virales) и подпорядок (-virineae)
Семейство (-viridae) и подсемейство (-virinae)
Род (-virus) и подрод (-virus)
Вид (-virus)
Классификация ICTV не регулирует подвиды, штаммы и изоляты.
По состоянию на апрель 2024 года выделяют 6 реалмов, 10 царств, 18 типов, 2 подтипа, 41 класс, 81 порядок, 11 подпорядков, 314 семейств, 200 подсемейств, 3522 рода, 84 подрода и 14690 видов вирусов, вироидов и сателлитов. Ещё свыше 3000 вирусов не классифицировано.
Как отмечалось ранее, реалмы были выделены на основании сравнений последовательностей приблизительно двадцати ключевых генов, которые кодируют белки, участвующие в репликации вирусов и образовании вирионов. Реалм Riboviria включает вирусы, кодирующие РНК-зависимую РНК-полимеразу; к нему относятся вирусы III, IV, V, VI и VII групп классификации по Балтимору. К реалму Riboviria относятся практически все вирусы, имеющие РНК-геном, за исключением вируса гепатита дельта и родственных ему вирусов, которые выделяются в реалм Ribozyviria. Вирусы реалма Ribozyviria похожи на вироиды и имеют рибозим, участвующий в созревании вирусной РНК, однако, в отличие от вироидов, они кодируют нуклеокапсидный белок. Вирусы, геномы которых представлены одноцепочечной ДНК, выделяют в реалм Monodnaviria. У большинства членов этого реалма имеется общий знаковый белок — эндонуклеаза, задействованная в репликации по типу катящегося кольца. Многие представители Monodnaviria также имеют капсидный белок, содержащий укладку jelly roll. Также к реалму Monodnaviria относят два семейства вирусов с геномами в виде двуцепочечной ДНК, Polyomaviridae и Papillomaviridae, которые произошли от вирусов с геномами в виде одноцепочечной ДНК, вероятно, вирусов семейства Parvoviridae. К реалму Varidnaviria относятся все вирусы с геномами в виде двуцепочечной ДНК, которые имеют основной капсидный белок (англ. major capsid protein) с укладкой jelly roll. Реалм Duplodnaviria также включает вирусы с геномами в виде двуцепочечной ДНК, однако в их основных капсидных белках присутствует укладка HK97. В реалм Adnaviria выделены вирусы, у которых геном в составе вириона представлен двуцепочечной ДНК в A-форме.

### Классификация по Балтимору

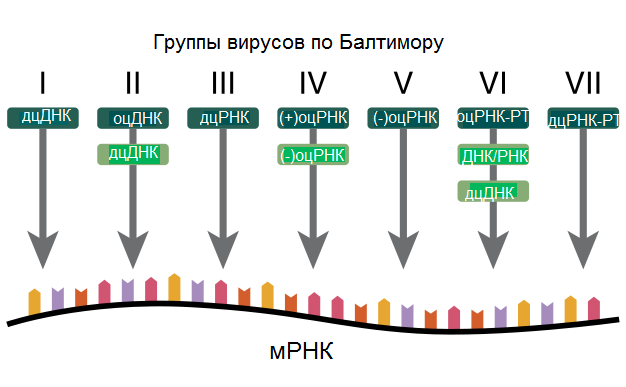
Группы вирусов по Балтимору. Условные обозначения: оц — одноцепочечная, дц — двуцепочечная, РТ — ретровирус или ретроидный вирус

Лауреат Нобелевской премии биолог Дейвид Балтимор разработал классификацию вирусов, названную его именем. Классификация ICTV в настоящее время объединяется с классификацией по Балтимору, составляя современную систему классификации вирусов.
Классификация вирусов по Балтимору основывается на механизме образования мРНК. Вирусы синтезируют мРНК из собственного генома для образования белков и репликации своей нуклеиновой кислоты, однако каждое семейство вирусов имеет собственный механизм этого процесса. Вирусные геномы могут быть одноцепоченые (оц) или двухцепочечные (дц), ДНК- или РНК-содержащие, могут использовать или не использовать обратную транскриптазу. Кроме того, одноцепочечные РНК-вирусы в составе своего генома могут иметь положительную (+) или отрицательную (-) цепь РНК.
Эта система включает в себя семь основных групп:
- (I) Вирусы, содержащие двуцепочечную ДНК и не имеющие РНК-стадии (например, герпесвирусы, поксвирусы, паповавирусы, мимивирус).
- (II) Вирусы, содержащие одноцепочечную молекулу ДНК (например, парвовирусы). В этом случае ДНК всегда положительной полярности.
- (III) Вирусы, содержащие двуцепочечную РНК (например, ротавирусы).
- (IV) Вирусы, содержащие одноцепочечную молекулу РНК положительной полярности (например, пикорнавирусы, флавивирусы).
- (V) Вирусы, содержащие одноцепочечную молекулу РНК негативной или двойной полярности (например, ортомиксовирусы, филовирусы).
- (VI) Вирусы, содержащие одноцепочечную молекулу РНК положительной полярности и имеющие в своём жизненном цикле стадию синтеза ДНК на матрице РНК, ретровирусы (например, ВИЧ).
- (VII) Вирусы, содержащие частично двуцепочечную, частично одноцепочечную ДНК[150][151] и имеющие в своём жизненном цикле стадию синтеза ДНК на матрице РНК, ретроидные вирусы (например, вирус гепатита B)[152].

Дальнейшее деление производится на основе таких признаков, как структура генома (наличие сегментов, кольцевая или линейная молекула), генетическое сходство с другими вирусами, наличие липидной оболочки, таксономическая принадлежность организма-хозяина и других.

## Эволюция
Не существует гена, который бы присутствовал у всех вирусов, поэтому вирусы в целом являются полифилетической группой. Развитие вирусной метагеномики привело к идентификации множества новых РНК-вирусов, которые помогли воссоздать эволюционную историю вирусов. Тем не менее существует набор из приблизительно 20 ключевых генов, кодирующих белки, которые участвуют в репликации вирусов и образовании вирионов. На основании сходства по этим генам в 2018 году было предложено разделение всех вирусов на таксоны высшего ранга — реалмы. Представители реалма Riboviria, который считается монофилетическим, могли произойти от древнего простого генетического элемента, который имел РНК-зависимую РНК-полимеразу. Вирусы, геномы которых представлены двуцепочечной РНК, скорее всего, произошли как минимум дважды от разных групп вирусов с одноцепочечной РНК положительной полярности. Группы IV (геном — одноцепочечная РНК положительной полярности) и V (геном — одноцепочечная РНК отрицательной полярности) в классификации по Балтимору являются монофилетическими, а группа III, к которой относятся вирусы с геномами в виде двуцепочечной РНК, — полифилетической. Однако вирус гепатита дельта и другие члены реалма Ribozyviria формально относятся к группе V, хотя фундаментально отличаются от других РНК-содержащих вирусов наличием рибозима, участвующего в репликации вирусной РНК, и потребности в вирусе-хозяине (вирусы-сателлиты), без которого их размножение невозможно. Если включать Ribozyviria в группу V, то её также следует считать полифилетической.
Вирусы, геномы которых представлены одноцепочечной ДНК, образуют группу II в классификации по Балтимору и реалм Monodnaviria. Несмотря на то что все они имеют эндонуклеазу, задействованную в репликации по типу катящегося кольца, эта группа вирусов является полифилетической и возникала в ходе эволюции несколько раз как объединение в одном генетическом элементе гена указанной эндонуклеазы, заимствованной у плазмид, и гена капсидного белка у различных вирусов IV группы в ходе рекомбинации. Эволюционный путь вирусов с геномом в виде двуцепочечной ДНК также непрост. Они подразделяются на три неродственных реалма: Duplodnaviria, Varidnaviria и Adnaviria. Вирусы с геномом в виде двуцепочечной ДНК в ходе эволюции возникали по меньшей мере четыре раза от независимых предков.

## Роль в заболеваниях человека

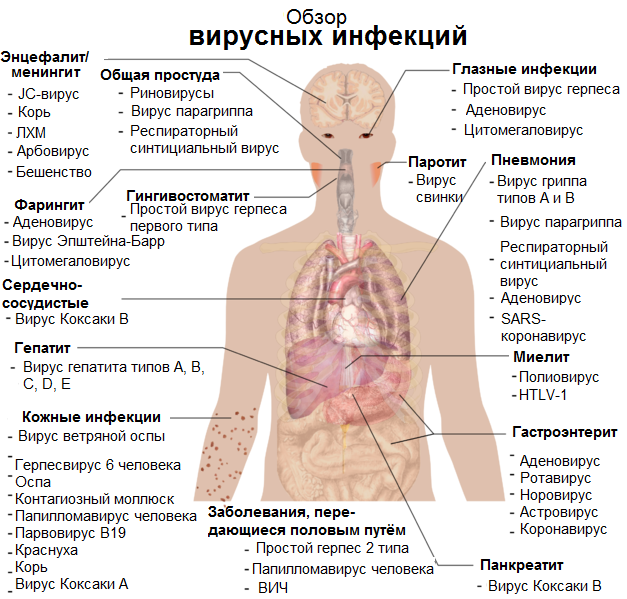
Основные вирусные инфекции человека и их возбудители

Примерами наиболее известных вирусных заболеваний человека могут служить простуда (она может иметь и бактериальную этиологию), грипп, ветряная оспа и простой герпес. Многие серьёзные болезни, например геморрагическая лихорадка Эбола, СПИД, птичий грипп и тяжёлый острый респираторный синдром тоже вызываются вирусами. Относительная способность вируса вызывать заболевание характеризуется термином вирулентность. Некоторые заболевания исследуются на наличие вирусов в числе вызывающих агентов, например, возможна связь между человеческим герпесвирусом 6 типа и нейрологическими заболеваниями, такими как рассеянный склероз и синдром хронической усталости, а борнавирус, возбудитель нейрологических заболеваний у лошадей, возможно, вызывает и психические расстройства у людей.
Вирусы различаются механизмами воздействия на организм хозяина, которые сильно зависят от вида. На клеточном уровне этот механизм предполагает лизис клетки, то есть её смерть. У многоклеточных организмов при гибели большого числа клеток начинает страдать организм в целом. Хотя вирусы подрывают нормальный гомеостаз, приводя к заболеванию, они могут существовать внутри организма и относительно безвредно. Некоторые вирусы (например, вирус простого герпеса первого типа) могут пребывать внутри тела человека в состоянии покоя, которое называется латентностью. Оно характерно для вирусов герпеса, в том числе вируса Эпштейна — Барр, вызывающего инфекционный мононуклеоз, а также вируса, вызывающего ветрянку и опоясывающий лишай. Большинство людей переболело по крайней мере одним из этих типов вируса герпеса. Однако такие латентные вирусы могут и принести пользу, поскольку присутствие этих вирусов может вызвать иммунный ответ против бактериальных патогенов, например чумной палочки (Yersinia pestis).
Некоторые вирусы могут вызывать пожизненные или хронические инфекции, при которых вирус продолжает размножаться в теле хозяина, несмотря на его защитные механизмы. Так происходит, например, при инфекциях, вызванных вирусами гепатита B и C. Хронически больные люди (носители), таким образом, выступают в роли резервуара инфекции. Если в популяции доля вирусоносителей высока, то такое состояние характеризуется как эпидемия.

### Эпидемиология
Вирусная эпидемиология является частью медицинской науки, изучающей передачу и контроль вирусных инфекций среди людей. Передача вирусов может осуществляться вертикально, то есть от матери к ребёнку, или горизонтально, то есть от человека к человеку. Примерами вертикальной передачи могут служить вирус гепатита B и ВИЧ, при которых малыш рождается уже заражённым. Другим, более редким, примером служит вирус ветрянки и опоясывающего лишая, который, хотя и вызывает относительно слабые инфекции среди взрослых людей, может оказаться смертельным для эмбрионов и новорождённых малышей.
Горизонтальная передача является наиболее распространённым механизмом распространения вируса в популяции. Передача может осуществляться: при передаче жидкостей организма при половом акте, например, у ВИЧ; через кровь при переливании заражённой крови или пользовании грязным шприцем, например, у вируса гепатита C; передаче слюны губами, например, у вируса Эпштейна — Барр; проглатывании заражённой воды или пищи, например, у норовируса; при вдыхании воздуха, в котором находятся вирионы, например, вирус гриппа; насекомыми, например, комарами, повреждающими кожу хозяина, например, лихорадка денге. Скорость передачи вирусной инфекции зависит от нескольких факторов, к которым относят плотность популяции, количество чувствительных людей (то есть не имеющих иммунитета), качество здравоохранения и погоду.
Эпидемиология используется, чтобы приостановить распространение инфекции в популяции во время вспышки вирусного заболевания. Предпринимаются контрольные меры, основанные на знании того, как распространяется вирус. Важно найти источник (или источники) вспышки и идентифицировать вирус. Когда вирус определён, бывает возможным остановить инфекцию при помощи вакцин. Если вакцины недоступны, могут быть эффективными санация и дезинфекция. Часто заражённых людей изолируют от остального общества, то есть вирус помещается в карантин. Чтобы взять под контроль вспышки ящура в Великобритании в 2001 году, были зарезаны тысячи коров. У большинства инфекций человека и животных есть инкубационный период, в течение которого не проявляется никаких симптомов инфекции. Инкубационный период вирусных заболеваний может длиться от нескольких дней до недель. Часто перекрывающийся с ним, но в основном следующий после инкубационного периода — период передачи инфекции, когда заражённый человек или животное является заразным и может заразить других людей или животных. Этот период также известен для многих инфекций, и знание длины обоих периодов является важным для контролирования вспышек. Если вспышка приводит к необычно высокому числу случаев заболевания в популяции или регионе, то она называется эпидемией. Если вспышки имеют широкое распространение, то говорят о пандемии.

### Эпидемии и пандемии

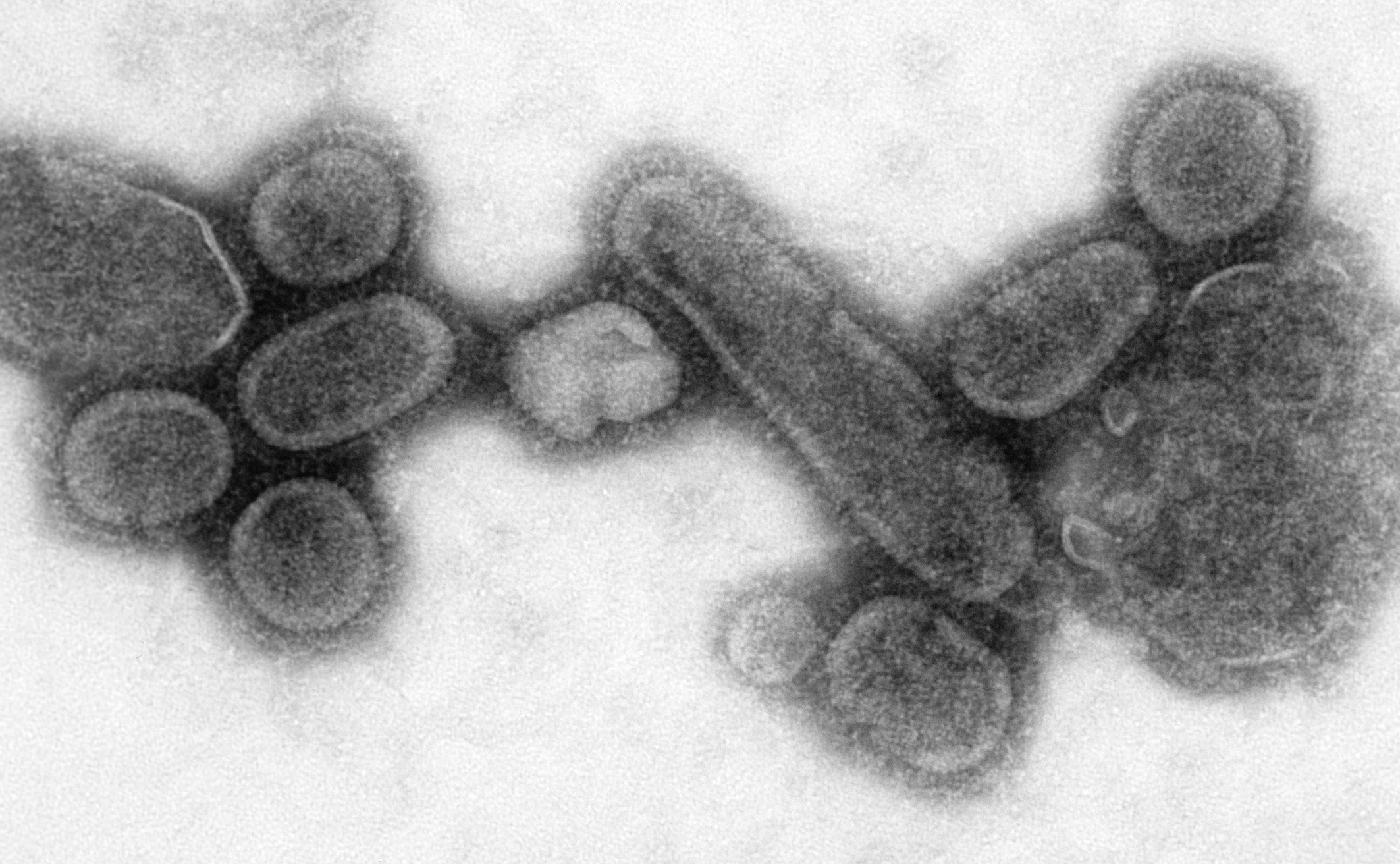
Просвечивающая электронная микроскопия воссозданного вируса испанского гриппа

Численность коренного населения Америки была сильно уменьшена заразными заболеваниями, в частности, оспой, завезёнными в Америку европейскими колонизаторами. По некоторым оценкам, иноземными болезнями после прибытия Колумба в Америку, было убито около 70 % от всего коренного населения. Урон, нанесённый этими болезнями аборигенам, помог европейцам вытеснить и покорить их.
Пандемия — это эпидемия всемирного масштаба. Эпидемия испанского гриппа 1918 года, продолжавшаяся до 1919 года, относится к 5 категории пандемий вируса гриппа. Она была вызвана чрезвычайно агрессивным и смертоносным вирусом гриппа A. Его жертвами часто становились здоровые взрослые люди, в отличие от большинства вспышек гриппа, которые поражали в основном детей и подростков, людей старшего поколения и других ослабленных людей. По старым оценкам, испанский грипп унёс 40—50 млн жизней, а по современным оценкам эта цифра приближается к 100 млн, то есть 5 % населения Земли в то время.
Большинство исследователей полагают, что ВИЧ появился в Африке южнее Сахары в течение XX столетия. Сейчас эпидемия СПИД имеет масштаб пандемии. По оценкам, сейчас 38,6 миллионов людей на земле заражено ВИЧ. По оценкам Объединённой программы Организации Объединённых Наций по ВИЧ/СПИД и Всемирной Организации Здравоохранения, от СПИДа (последней стадии ВИЧ-инфекции) умерло более 25 миллионов человек с момента регистрации первого случая заболевания 5 июня 1981 года, что делает его одной из наиболее разрушительных эпидемий за всю документированную историю. В 2007 году было зарегистрировано 2,7 млн случаев заражения ВИЧ и 2 млн смертей от связанных с ВИЧ заболеваний.
Несколько высоколетальных вирусных патогенов относятся к семейству филовирусов (Filoviridae). Филовирусы представляют собой филаментовидные вирусы, которые вызывают геморрагическую лихорадку, к ним также относят возбудителя геморрагической лихорадки Эбола и марбургский вирус. Марбургский вирус привлёк широкое внимание прессы в апреле 2005 года из-за вспышки в Анголе. Продолжавшаяся с октября 2004 года и вплоть до 2005 года, эта вспышка вошла в историю как наиболее ужасная эпидемия любой геморрагической лихорадки.

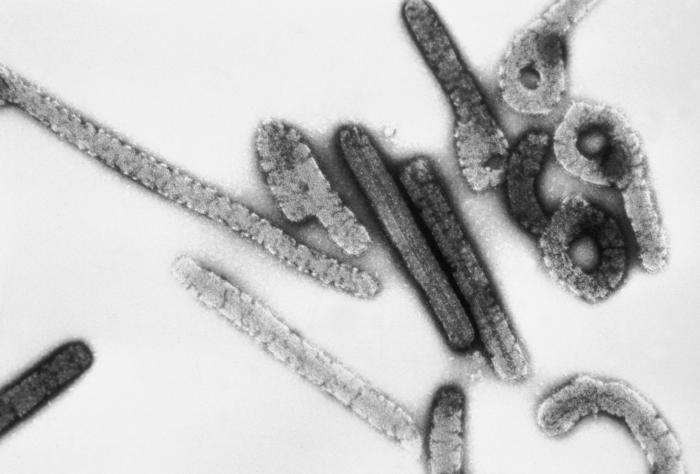
Марбургский вирус

### Злокачественные опухоли
Вирусы могут вызывать злокачественные новообразования (в частности, гепатоцеллюлярную карциному или саркому Капоши) у человека и других видов, хотя они возникают лишь у небольшой части инфицированных. Опухолеродные вирусы относятся к различным семействам; они включают и РНК-, и ДНК-содержащие вирусы, поэтому единого типа «онковирус» не существует (устаревший термин, первоначально применявшийся для быстро трансформирующихся ретровирусов). Развитие рака определяется множеством факторов, такими как иммунитет хозяина и его мутации. К вирусам, способным вызывать рак у человека, относят некоторых представителей папилломавируса человека, вируса гепатита B и C, вируса Эпштейна — Барр, герпесвируса саркомы Капоши и человеческого T-лимфотропного вируса. Совсем недавно открытым вирусом рака человека является полиомавирус (полиомавирус клеток Меркеля), который в большинстве случаев вызывает редкую форму рака кожи, называемого карциномой клеток Меркеля. Вирусы гепатита могут вызвать хроническую вирусную инфекцию, которая приводит к раку печени. Заражение человеческим T-лимфотрофным вирусом может привести к тропическому спастическому параперезу и зрелой лейкемии Т-клеток. Человеческие папилломавирусы могут вызывать рак шейки матки, кожи, ануса и полового члена. Из герпесвирусов герпесвирус саркомы Капоши вызывает саркому Капоши и лимфому полости тела, вирус Эпштейна — Барр — лимфому Беркитта, лимфогранулематоз, нарушения B-лимфопролиферации и назофарингеальную карциному. Полиомавирус клеток Меркеля близок к вирусу SV40 и полиомавирусам мышей, которые более 50 лет использовались как животные модели для изучения вирусного рака.

### Защитная реакция хозяина

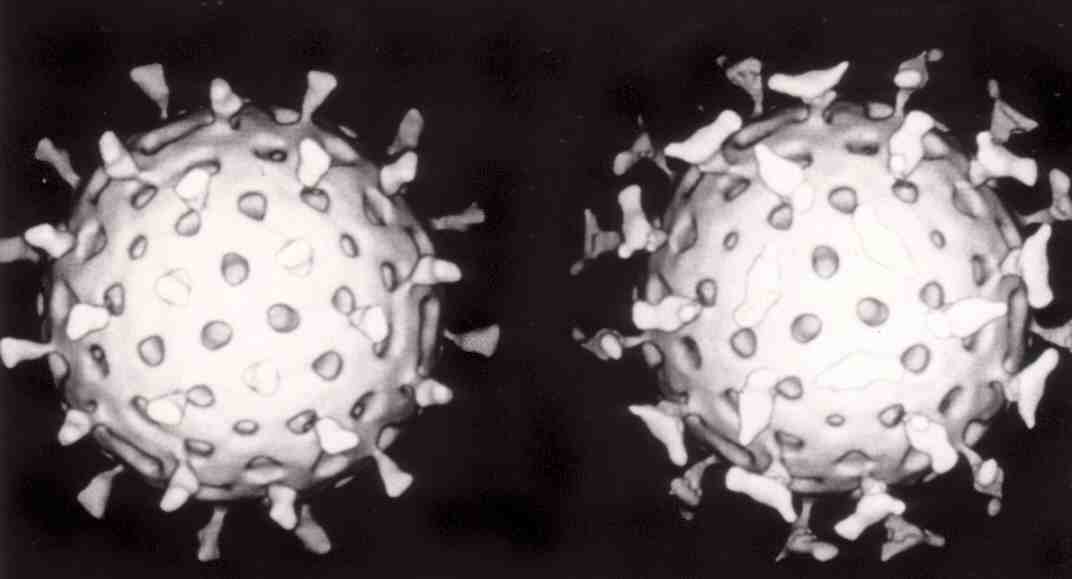
Два ротавируса: правый покрыт антителами, останавливающими его прикрепление к клеткам и заражение их

Первой защитной линией организма против вируса является врождённый иммунитет. Он включает клетки и другие механизмы, обеспечивающие неспецифическую защиту. Это значит, что клетки врождённого иммунитета распознают и реагируют на патогены общими способами, одинаково по отношению ко всем патогенам, но, в отличие от приобретённого иммунитета, врождённый иммунитет не даёт продолжительной и надёжной защиты хозяину.
Важным врождённым способом защиты организма эукариот против вирусов является РНК-интерференция. Стратегия репликации многих вирусов предполагает наличие стадии двуцепочечной РНК. Для борьбы с подобными вирусами, клетка имеет систему неспецифической деградации одно- и двуцепочечных РНК. Когда подобный вирус попадает в клетку и освобождает геномную РНК в цитоплазму, белковый комплекс Dicer связывает и разрывает вирусную РНК на короткие фрагменты. Активируется биохимический путь, называемый RISC, который разрушает вирусную РНК, и препятствует размножению вируса. Ротавирусам удаётся избежать РНК-интерференции, сохраняя часть капсида даже внутри клетки и выпуская новообразованные мРНК через поры во внутреннем капсиде. Геномная двуцепочечная РНК же остаётся внутри него.
Когда система приобретённого иммунитета у позвоночных сталкивается с вирусом, она образует специфические антитела, присоединяющиеся к вирусу и часто делающие его неопасным. Это называется гуморальным иммунитетом. Наиболее важными являются два типа антител. Первый, называемый IgM, обладает высокой эффективностью в нейтрализации вирусов, но образуется клетками иммунной системы лишь в течение нескольких недель. Синтез второго — IgG — продолжается неопределённо долго. Присутствие IgM в крови хозяина говорит о наличии острой инфекции, в то время IgG свидетельствует об инфекции, перенесённой в прошлом. Именно количество IgG измеряется при тестах на иммунитет. Антитела могут продолжать оставаться эффективным защитным механизмом даже тогда, когда вирусу удаётся проникнуть в клетку. Клеточный белок TRIM21 может прикреплять антитела к поверхности вирусных частиц. Это вызывает последующее разрушение вирусной частицы ферментами клеточной протеосомной системы.
Второй защитный механизм позвоночных против вирусов называется клеточным иммунитетом и включает иммунные клетки, известные как T-лимфоциты. Клетки тела постоянно несут короткие фрагменты собственных белков на своих поверхностях, и, если Т-лимфоциты распознают здесь подозрительные вирусные фрагменты, клетка-хозяин разрушается клетками, называемыми Т-киллерами, и начинается образование специфичных к вирусу T-лимфоцитов. Такие клетки, как макрофаги, специализируются на презентации антигенов. Важной защитной реакцией хозяина является продукция интерферона. Интерферон — это гормон, образуемый организмом в ответ на присутствие вируса. Его роль в иммунитете — комплексная, в конце концов он останавливает вирус, прекращая образование новых вирусов поражёнными клетками, убивая их и их близких соседей.
Не против всех вирусов образуется такой защитный иммунный ответ. ВИЧ удаётся избежать иммунного ответа, постоянно меняя последовательность аминокислот поверхностных белков вириона. Такие устойчивые вирусы уходят от иммунной системы, изолируясь от иммунных клеток, блокируя презентацию антигенов, благодаря устойчивости к цитокинам, уклоняясь от естественных киллеров, останавливая апоптоз клеток-хозяев, а также за счёт антигенной изменчивости. Другие вирусы, называемые нейротропными вирусами, распространяются среди нервных клеток, то есть там, где иммунная система не в состоянии добраться до них из-за ГЭБ.

### Профилактика и лечение
Так как вирусы используют для размножения естественные метаболические пути клеток-хозяев, их сложно уничтожить без применения препаратов, токсичных для самих клеток-хозяев. Наиболее эффективными медицинскими мерами против вирусных инфекций являются вакцинации, создающие иммунитет к инфекции, и противовирусные препараты, избирательно ингибирующие репликацию вирусов.

#### Вакцины
Вакцинация представляет собой дешёвый и эффективный способ предотвращения вирусных инфекций. Вакцины для предотвращения вирусных инфекций применялись ещё задолго до открытия самих вирусов. Их применение вызвано тяжёлым перенесением и смертностью от вирусных инфекций, таких как полиомиелит, корь, краснуха и свинка, поэтому лучше сделать прививку, чем переболеть. С помощью вакцинации оспа была искоренена. С помощью вакцин можно предотвратить более 30 вирусных инфекций у человека, а ещё больше вакцин используется для предотвращения вирусных заболеваний животных. Вакцины могут включать ослабленные и убитые вирусы, а также вирусные белки (антигены). Живые вакцины содержат ослабленные формы вирусов, которые не вызывают болезни, но тем не менее вызывают иммунный ответ. Такие вирусы называются аттенуированными. Живые вакцины могут быть опасны для людей со слабым иммунитетом (то есть имеющих иммунодефицит), так как даже ослабленный вирус у них может вызвать исходное заболевание. Для производства т. н. субъединичных вакцин используются биотехнологии и генная инженерия. В таких вакцинах используются только капсидные белки вирусов. Примером такой вакцины может служить вакцина против вируса гепатита B. Субъединичные вакцины безвредны для людей с иммунодефицитом, так как они не могут вызвать заболевание. Вакцина против вируса жёлтой лихорадки, содержащая ослабленный штамм 17D, пожалуй, является наиболее эффективной и безопасной из когда-либо созданных вакцин.

#### Противовирусные препараты

Гуанозин

Нуклеозидный аналог гуанозина — ацикловир

Противовирусные препараты часто представляют собой аналоги нуклеозидов. Они встраиваются в геном вируса в ходе репликации, и на этом жизненный цикл вируса останавливается, поскольку новосинтезированная ДНК неактивна. Это вызвано тем, что у аналогов отсутствуют гидроксильные группы, которые вместе с атомами фосфора соединяются и формируют жёсткий «остов» молекулы ДНК. Это называется цепной терминацией ДНК. Примеры аналогов нуклеозидов — ацикловир, применяющийся против инфекций, вызванных простым вирусом герпеса, и ламивудин (против ВИЧ и вируса гепатита B). Ацикловир — один из старейших и наиболее часто назначаемых противовирусных препаратов. Другие используемые противовирусные препараты имеют мишенью различные стадии жизненного цикла вирусов. Вирусу иммунодефицита человека, чтобы стать полностью заразным, необходим протеолитический фермент, известный как ВИЧ-1 протеаза. На основании этого разработан большой класс препаратов, называемых протеазными ингибиторами, инактивирующими этот фермент.
Гепатит C вызывается РНК-содержащим вирусом. У 80 % заражённых людей инфекция имеет хронический характер, и без лечения они останутся заражёнными до конца своих дней. Однако сейчас используется эффективное лекарство, состоящее из нуклеозидного аналога рибавирина, комбинированного с интерфероном. Для лечения хронических носителей гепатита B было разработано схожее лечение с использованием ламивудина.

## Вирусные заболевания у различных организмов
Вирусы поражают всю клеточную жизнь, но, несмотря на повсеместное распространение вирусов, каждый вид клеточных организмов имеет свой ряд поражающих вирусов, часто поражающих только этот вид. Некоторые вирусы, называемые сателлитами, могут размножаться только в клетках, уже заражённых другим вирусом.

### Вирусы животных
У животных вирусные инфекции вызывают иммунный ответ, который чаще всего приводит к уничтожению болезнетворного вируса. Иммунный ответ также можно вызвать вакцинами, дающими активный приобретённый иммунитет против конкретной вирусной инфекции. Однако некоторым вирусам, в том числе вирусу иммунодефицита человека и возбудителям вирусных гепатитов, удаётся ускользнуть от иммунного ответа, вызывая хроническую болезнь. Антибиотики не действуют на вирусы, однако было разработано несколько противовирусных препаратов (см. выше).
Вирусы являются важными патогенами домашнего скота. Вирусами вызываются такие заболевания, как ящур и «синий язык» (англ. bluetongue). Домашние животные, например кошки, собаки и лошади, если их не вакцинировать, являются чувствительными к серьёзным вирусным болезням. Собачий парвовирус — это маленький ДНК-содержащий вирус, часто оказывается смертельным для щенков. Однако большинство вирусов безвредно сосуществуют со своими хозяевами, не подавая никаких признаков или симптомов болезни.

#### Вирусы беспозвоночных
На долю беспозвоночных приходится около 80 % всех известных видов животных, поэтому нет ничего удивительного в том, что они скрывают в себе огромное множество вирусов различных типов. Наиболее изучены вирусы, поражающие насекомых, но даже здесь доступная по ним информация носит фрагментарный характер. Впрочем, в последнее время были описаны вирусные заболевания и у других беспозвоночных. Эти вирусы остаются малоизученными, и некоторые сообщения об открытии следует принимать с осторожностью, пока вирусная природа этих болезней не будет окончательно доказана. Кроме того, необходимо также проверить инфективность изолированных вирусов по отношению к неинфицированным хозяевам того же вида, у кого эти вирусы были обнаружены.
В настоящее время выделено отдельное семейство вирусов, поражающих главным образом членистоногих, в особенности — насекомых, обитающих в водных и влажных средах: иридовирусы (Iridoviridae, от англ. Invertebrate iridescent viruses — «радужные вирусы беспозвоночных»; такой цвет наблюдается у образцов поражённых насекомых). Они представляют собой икосаэдрические частицы 120—180 нм в диаметре, содержащие внутреннюю липидную мембрану и геном в виде двуцепочечной ДНК, содержащей 130—210 тыс. пар нуклеотидов.
Другие вирусы, поражающие насекомых: семейство Baculoviridae, подсемейство Entomopoxvirinae семейства Poxviridae, род Densovirus семейства Parvoviridae, некоторые вирусы семейств Rhabdoviridae, Reoviridae, Picornaviridae.
Как и все беспозвоночные, медоносная пчела чувствительна ко многим вирусным инфекциям.

### Вирусы растений

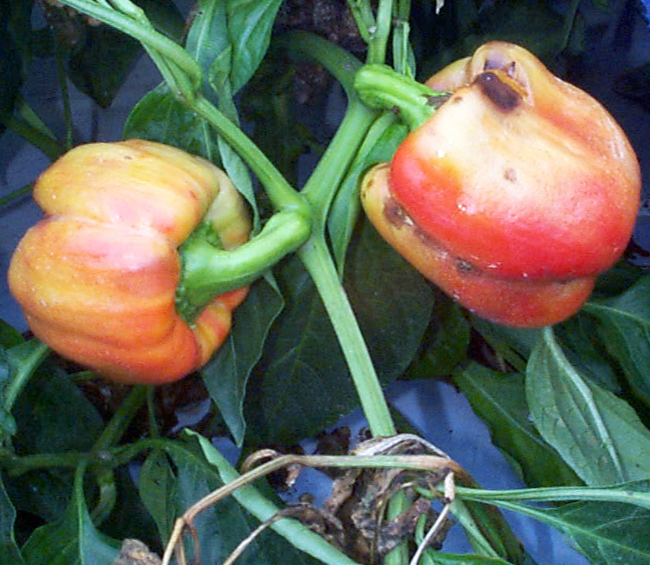
Перцы, поражённые вирусом пятнистости

Существует много типов вирусов растений. Часто они вызывают снижение урожайности, принося большие убытки сельскому хозяйству, поэтому контроль таких вирусов очень важен с экономической точки зрения. Вирусы растений часто распространяются от растения к растению организмами, известными как переносчики. Обычно ими выступают насекомые, но ими могут быть также грибы, черви-нематоды и одноклеточные организмы. Если контроль вируса растений признаётся экономически выгодным, например, в случае многолетних фруктовых деревьев, усилия направляются на устранение переносчиков или альтернативных хозяев, к примеру сорняков. Вирусы растений не могут поражать человека и других животных, так как они могут размножаться лишь в живых растительных клетках.
Растения имеют сложные и эффективные механизмы защиты от вирусов. Наиболее эффективным механизмом является наличие так называемого гена устойчивости (R от англ. resistance — «устойчивость»). Каждый R-ген отвечает за устойчивость к отдельному вирусу и вызывает гибель клеток, соседних с поражённой, что невооружённым глазом видно как большое пятно. Это останавливает развитие болезни вследствие остановки распространения вируса. Другим эффективным методом является РНК-интерференция. Будучи поражёнными вирусом, растения часто начинают вырабатывать природные противовирусные вещества, такие как салициловая кислота, оксид азота NO и активные формы кислорода.
Вирусы растений и созданные на их основе вирусоподобные частицы (VLPs) нашли применение в биотехнологиях и нанотехнологиях. Капсиды большинства вирусов растений имеют простую и устойчивую структуру, и вирусные частицы могут производиться в огромных количествах как поражённым растением, так и различными гетерологичными системами. Вирусы растений могут изменяться химически и генетически, заключая в оболочку инородные частицы, а также способны встраиваться в надмолекулярные структуры, что делает возможным их применение в биотехнологиях.
Для повышения достоверности результатов диагностики вирусологического статуса растений необходимо использовать как минимум два метода, причём, желательно, высокочувствительные — ИФА и ПЦР. Выявляемость вирусов повышается за счёт использования гидроксипроизводного бензойной кислоты (ГПБК) в качестве эффективного антиоксиданта, учёта биологических особенностей культур и условий окружающей среды.

### Вирусы грибов
Вирусы грибов называются миковирусами. В настоящий момент вирусы выделены у 73 видов из 57 родов, относящихся к 5 классам, но, предположительно, в безвредном состоянии вирусы существуют у большинства грибов. В общем эти вирусы представляют собой круглые частицы 30—45 нм диаметром, состоящие из множества субъединиц единственного белка, сложенных вокруг генома, представленного двуцепочечной РНК. Как правило, вирусы грибов относительно безвредны. Некоторые грибные штаммы могут поражаться многими вирусами, но большинство миковирусов тесно связаны со своим единственным хозяином, от которого передаются его потомкам. Классификацией вирусов грибов сейчас занимается специально созданный комитет в составе ICTV. В данный момент он признаёт 3 семейства вирусов грибов, а наиболее изученные миковирусы относятся к семейству Totiviridae
Установлено, что антивирусная активность пенициллиновых грибов вызвана индукцией интерферона двухцепочечной РНК от вирусов, поражающих грибы.
Если же вирус, попадая в гриб, проявляет свою вирулентность, то реакция гриба на это может быть различной: снижение или повышение вирулентности у патогенных видов, дегенерация мицелия и плодовых тел, изменение окраски, подавление спороношения. Некапсидированные вирусные РНК передаются через анастомозы независимо от митохондрий.
Вирусные заболевания могут наносить ущерб грибоводческим предприятиям, например вызывать побурение плодовых тел шампиньона, изменение окраски у зимнего опёнка, что снижает их коммерческую ценность. Вирусы, вызывающие гиповирулентность грибов-патогенов, могут использоваться для борьбы с заболеваниями растений.

### Вирусы протистов
К вирусам протистов относят вирусы, поражающие одноклеточных эукариот, не включённых в царство животные, растения или грибы. Некоторые из известных на данный момент вирусов протистов:
| Название вируса (род) | Систематическое положение (семейство) | Поражаемый протист                            |
| --------------------- | ------------------------------------- | --------------------------------------------- |
| Dinornavirus          | Alvernaviridae                        | Heterocapsa circularisquama                   |
| Endornavirus          | Endornaviridae                        | Phytophthora                                  |
| Labyrnavirus          | Labyrnaviridae                        | Aurantiochytrium                              |
| Marnavirus            | Marnaviridae                          | Heterosigma akashiwo                          |
| Marseillevirus        | Marseilleviridae                      | Amoeba                                        |
| Mimivirus             | Mimiviridae                           | Acanthamoeba polyphaga                        |
| Chlorovirus           | Phycodnaviridae                       | Paramecium bursaria                           |
| Coccolithovirus       | Phycodnaviridae                       | Emiliania huxleyi                             |
| Prasinovirus          | Phycodnaviridae                       | Micromonas pusilla                            |
| Prymnesiovirus        | Phycodnaviridae                       | Chrysochromulina brevifilum                   |
| Raphidovirus          | Phycodnaviridae                       | Heterosigma akashiwo                          |
| Cryspovirus           | Partitiviridae                        | Cryptosporidium parvum                        |
| Hemivirus             | Pseudoviridae                         | Volvox carteri                                |
| Pseudovirus           | Pseudoviridae                         | Physarum polycephalum                         |
| Mimoreovirus          | Reoviridae                            | Micromonas pusilla                            |
| Giardiavirus          | Totiviridae                           | Giardia lamblia                               |
| Leishmaniavirus       | Totiviridae                           | Leishmania                                    |
| Trichomonasvirus      | Totiviridae                           | Trichomonas vaginalis                         |
| Bacilladnavirus       | Не определено                         | Chaetoceros salsugineum Rhizosolenia setigera |
| Dinodnavirus          | Не определено                         | Heterocapsa circularisquama                   |
| Rhizidiovirus         | Не определено                         | Rhizidiomyces                                 |

Многие вирусы простейших имеют необычно большие размеры. Например, геном Marseillevirus, впервые выделенный из амёбы, имеет геном размером 368 КБ, а Mamavirus, поражающий протиста Acanthamoeba, по размеру превосходит даже мимивирус (а его капсид достигает около 500 нм в диаметре) и некоторые бактерии. Также в число гигантских вирусов входит вирус, поражающий широко распространённого морского протиста Cafeteria roenbergensis (англ. Cafeteria roenbergensis virus, CroV).

### Вирусы бактерий

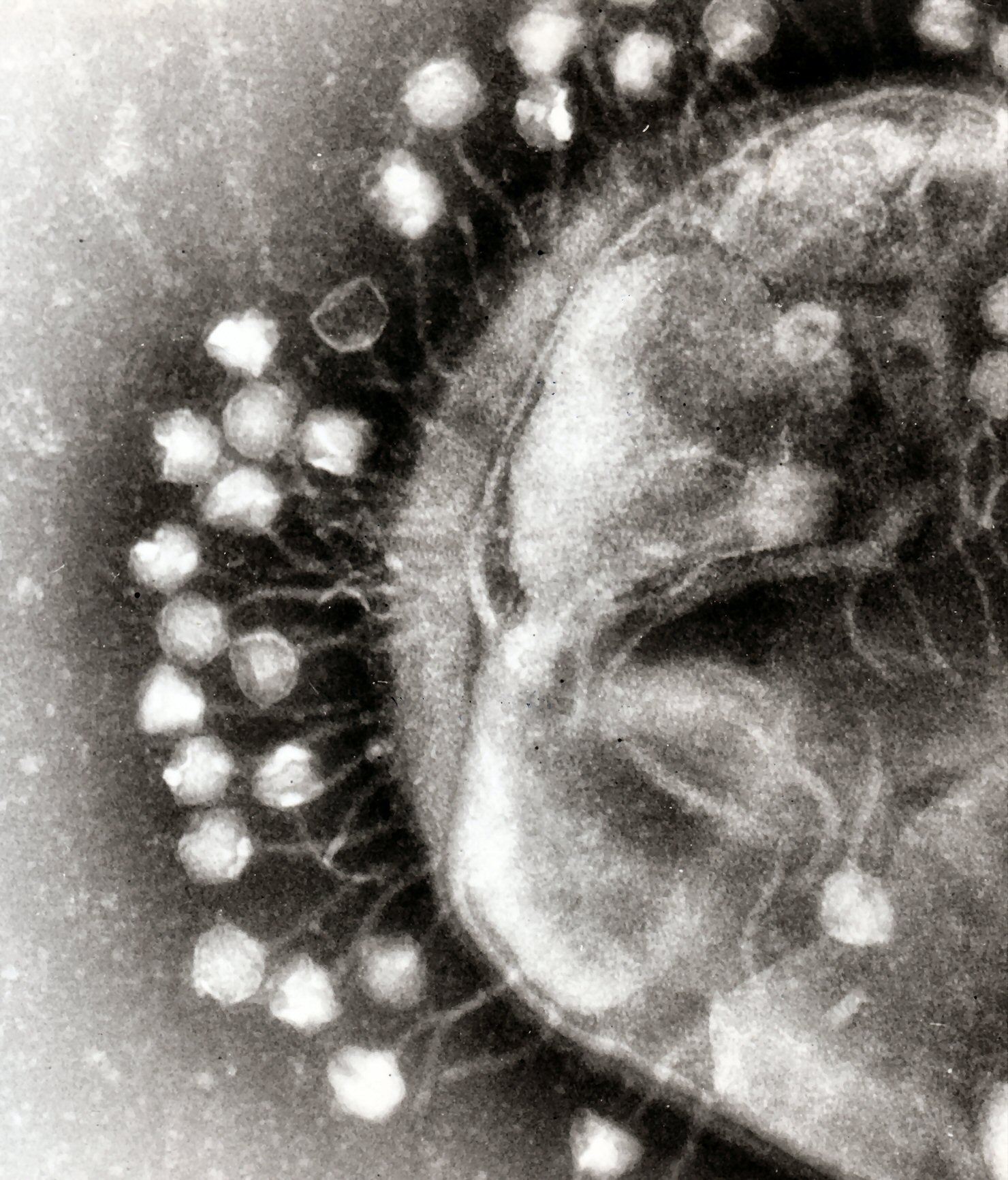
Электронная микрофотография множества бактериофагов, прикрепившихся к бактериальной клеточной стенке

Бактериофаги представляют собой широко распространённую и разнообразную группу вирусов, достигающую большей численности в водных средах обитания — в океанах этих вирусов более чем в 10 раз больше, чем бактерий, достигая численности в 250 млн. вирусов на миллилитр морской воды. Эти вирусы поражают специфичные для каждой группы бактерии, связываясь с клеточными рецепторами на поверхности клетки и затем проникая внутрь неё. В течение короткого промежутка времени (иногда считанных минут) бактериальная полимераза начинает транслировать вирусную мРНК в белки. Эти белки или входят в состав вирионов, собираемых внутри клетки, или являются вспомогательными белками, помогающими сборке новых вирионов, или вызывают лизис клетки. Вирусные ферменты вызывают разрушение клеточной мембраны, и, в случае фага Т4, всего лишь через 20 минут после проникновения в клетку на свет появляются свыше трёх сотен бактериофагов.
Главным механизмом защиты бактериальных клеток от бактериофагов является образование ферментов, разрушающих чужеродную ДНК. Эти ферменты, называемые эндонуклеазами рестрикции, «разрезают» вирусную ДНК, впрыснутую внутрь клетки. Бактерии также используют систему, называемую CRISPR, которая хранит информацию о геномах вирусов, с которыми бактерия сталкивалась ранее, и это позволяет клетке блокировать репликацию вируса с помощью интерференции РНК. Эта система обеспечивает приобретённый иммунитет бактериальной клетки.
Бактериофаги могут выполнять и полезную для бактерий функцию, так, именно бактериофаг, заражающий дифтерийные палочки, кодирует ген их токсина, нужного этим бактериям и столь опасного для человека:45.

### Вирусы архей

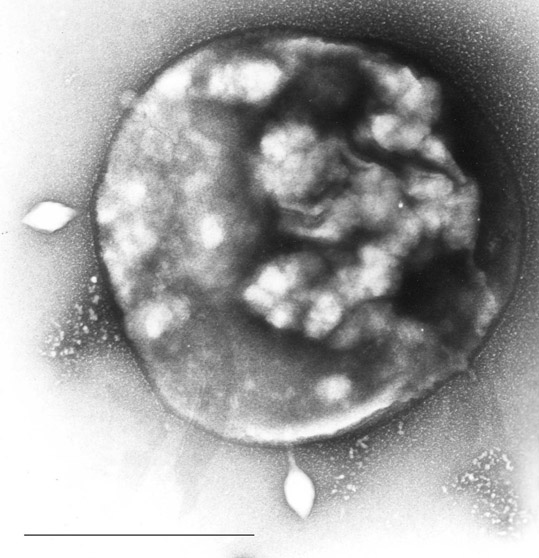
Sulfolobus, поражённый ДНК-вирусом Sulfolobus tengchongensis spindle-shaped virus 1 (STSV-1). В левой и нижней частях фотографии видны две вирусные частицы веретеновидной формы, отпочковывающиеся от клетки археи. Длина отрезка — 1 мкм

Некоторые вирусы размножаются внутри архей: это двуцепочечные ДНК-содержащие вирусы с необычной, подчас уникальной формой. Наиболее детально они изучены у термофильных архей, в частности, порядков Sulfolobales и Thermoproteales. Мерами защиты против этих вирусов могут быть РНК-интерференция от повторяющихся последовательностей ДНК в геномах архей, родственных генам вирусов.

### Вирусы вирусов

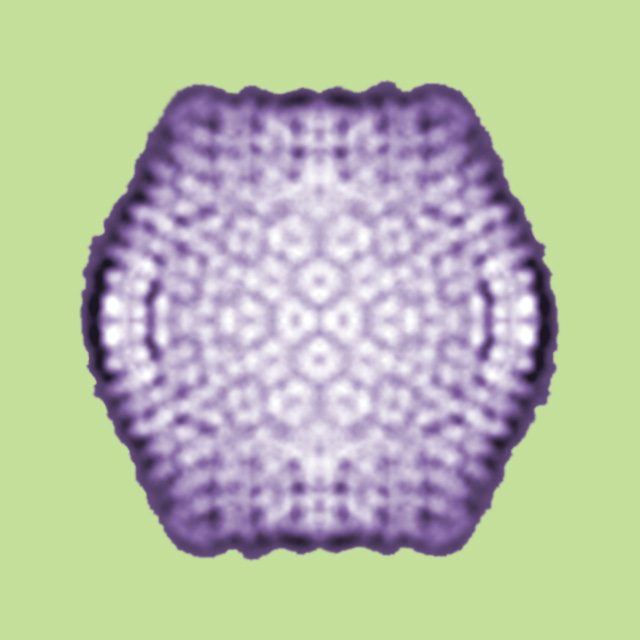
Вирофаг Спутник

При изучении вирусных фабрик мимивируса было обнаружено, что на них собираются небольшие вирионы и другого вируса, который был назван Спутником. Спутник, по всей видимости, сам не способен заражать клетки амёб (которые служат хозяевами мимивируса) и размножаться в них, но может делать это совместно с мама- или мимивирусом, что классифицирует его как вирус-сателлит. Спутник стал первым известным вирусом-сателлитом, содержащим двухцепочечную ДНК и размножающимся в эукариотических клетках. Однако авторы работы предлагают рассматривать его не просто как сателлит, а как вирофаг (вирус вируса) по аналогии с бактериофагами (вирусами бактерий). Репликация как вирусов-сателлитов, так и вирофагов зависит от другого вируса и клетки-хозяина. Однако для репликативного цикла вирофагов характерны три уникальные особенности. 1) Отсутствует ядерная фаза репликации. 2) Репликация вирофагов происходит в вирусных фабриках гигантских ДНК-содержащих вирусов-хозяев. 3) Вирофаги зависят от ферментов, синтезируемых вирусами-хозяевами, но не клетками-хозяевами. Таким образом, вирофаги считаются паразитами гигантских ДНК-содержащих вирусов, например мимивирусов и фикоднавирусов. При этом синтез капсидных белков вирофагов (как и синтез белков всех известных вирусов) полностью зависит от трансляционного аппарата клетки-хозяина. Хотя строгого доказательства ещё нет, некоторые факты говорят в пользу того, что Спутник действительно является вирофагом. Например, в его геноме присутствуют регуляторные элементы, характерные для мимивируса и узнаваемые его транскрипционным аппаратом (последовательности, близкие к позднему промотору мимивируса, сигналы полиаденилирования). Кроме того, присутствие Спутника снижает продуктивность размножения мимивируса: лизис клетки-хозяина происходит с задержкой, и образуются дефектные вирионы мимивируса.
По данным на 2016 год, из культивируемых клеток было изолировано пять вирофагов. Ещё 18 вирофагов описано на основе данных метагеномного анализа (геномы двух из них почти полностью секвенированы).

## Роль вирусов в биосфере
Вирусы являются самой распространённой формой существования органической материи на планете по численности. Они играют важную роль в регуляции численности популяций некоторых видов живых организмов (например, вирус дикования с периодом в несколько лет сокращает численность песцов в несколько раз).
Иногда вирусы образуют с животными симбиоз. Так, например, яд некоторых паразитических ос содержит структуры, называемые поли-ДНК-вирусами (Polydnavirus, PDV), имеющие вирусное происхождение.
Однако основная роль вирусов в биосфере связана с их деятельностью в водах океанов и морей.

### Роль в водных экосистемах
Вирусы — это самая распространённая форма жизни в океане, их концентрация достигает 10 млн вирусов на 1 миллилитр поверхности моря. Чайная ложка морской воды содержит около миллиона вирусов. Они необходимы для регуляции пресноводных и морских экосистем. Большая часть этих вирусов является бактериофагами, безвредными для растений и животных. Они поражают и разрушают бактерии в водном микробном сообществе, таким образом, участвуя в важном процессе круговорота углерода в морской среде. Органические молекулы, освободившиеся из бактериальных клеток благодаря вирусам, стимулируют рост новых бактерий и водорослей.
Микроорганизмы составляют более 90 % биомассы в море. По оценкам, каждый день вирусы убивают около 20 % этой биомассы, а количество вирусов в океанах в 15 раз превышает число бактерий и архей. Вирусы являются главными агентами, прекращающими цветение воды, убивающее другую жизнь в море, за счёт гибели вызывающих его водорослей. Численность вирусов убывает с удалением от берега и с увеличением глубины, поскольку там меньше организмов-хозяев.
Значение морских вирусов очень велико. Регулируя процесс фотосинтеза, они играют второстепенную роль в сокращении количества углекислого газа в атмосфере приблизительно на 3 гигатонны углерода в год.
Как и другие организмы, морские млекопитающие восприимчивы к вирусным инфекциям. В 1988 и 2002 годах тысячи обыкновенных тюленей были убиты парамиксовирусом Phocine distemper virus. В популяциях морских млекопитающих циркулирует множество других вирусов, в том числе калицивирусы, герпесвирусы, аденовирусы и парвовирусы.

## Роль в эволюции
Вирусы являются важным естественным средством переноса генов между различными видами, что вызывает генетическое разнообразие и направляет эволюцию. Считается, что вирусы сыграли центральную роль в ранней эволюции, ещё до расхождения бактерий, архей и эукариот, во времена последнего универсального общего предка жизни на Земле. Вирусы и по сей день остаются одним из крупнейших живых хранилищ неисследованного генетического разнообразия на Земле.
Вирусы имеют генетические связи с представителями флоры и фауны Земли. Согласно последним исследованиям, геном человека более чем на 32 % состоит из вирусоподобных элементов, транспозонов и их остатков. С помощью вирусов может происходить так называемый горизонтальный перенос генов (ксенология), то есть передача генетической информации не от непосредственных родителей к своему потомству, а между двумя неродственными (или даже относящимися к разным видам) особями. Так, в геноме высших приматов существует ген, кодирующий белок синцитин, который, как считается, был привнесён ретровирусом.

## Применение

### В науках о жизни и медицине

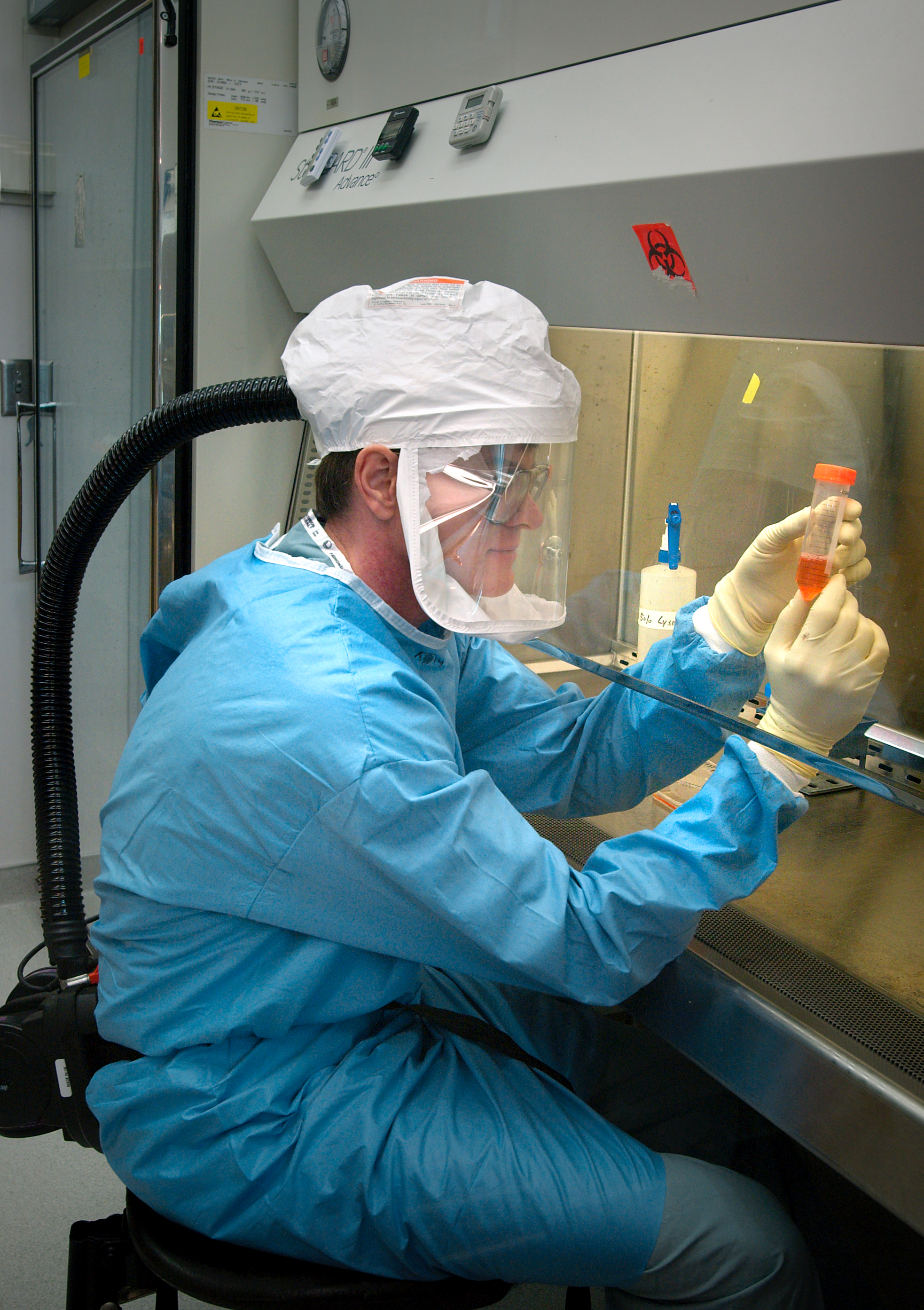
Учёный, изучающий вирус гриппа H5N1

Вирусы имеют важное значение для исследований в молекулярной и клеточной биологии, так как они представляют собой простые системы, которые можно использовать для управления и изучения функционирования клеток. Изучение и использование вирусов дало ценную информацию о различных аспектах клеточной биологии. К примеру, вирусы применялись в генетических исследованиях, и они помогли нам прийти к пониманию ключевых механизмов молекулярной генетики, таких как репликация ДНК, транскрипция, процессинг РНК, трансляция, транспорт белков.
Генетики часто используют вирусы как векторы для ввода генов в изучаемые клетки. Это позволяет заставить клетку производить чуждые вещества, а также изучить эффект от ввода нового гена в геном. Аналогично в виротерапии вирусы используют как векторы для лечения различных болезней, так как они избирательно действуют на клетки и ДНК. Это даёт надежды, что вирусы смогут помочь в борьбе с онкологическими заболеваниями и найдут своё применение в генотерапии. Некоторое время восточноевропейские учёные прибегали к фаговой терапии как к альтернативе антибиотикам, и интерес к таким методам возрастает, поскольку в настоящее время у некоторых патогенных бактерий обнаружена высокая устойчивость к антибиотикам.
Биосинтез заражёнными клетками чужеродных белков лежит в основе некоторых современных промышленных способов получения белков, например антигенов. Недавно промышленным способом были получены некоторые вирусные векторы и лекарственные белки, в настоящее время они проходят клинические и доклинические испытания.

### В материаловедении и нанотехнологиях
Современные направления в нанотехнологиях обещают принести значительно более разностороннее применение вирусам. С точки зрения материаловедов, вирусы можно рассматривать как органические наночастицы. Их поверхность несёт специальные приспособления для преодоления биологических барьеров клетки-хозяина. Точно определены форма и размер вирусов, а также количество и природа функциональных групп на их поверхности. По существу, вирусы часто используют в материаловедении как «подмости» для ковалентно связанных поверхностных модификаций. Одно из примечательных качеств вирусов — то, что они специально «подогнаны» направленной эволюцией под клетки, выступающие хозяевами. Мощные методы, разработанные биологами, легли в основу инженерных приёмов в наноматериалах, открыв тем самым широкую сферу применения вирусов, выходящую далеко за пределы биологии и медицины.
Из-за своих размеров, формы и хорошо изученной химической структуры вирусы использовали как шаблоны для организации материалов на наноуровне. Примером такой недавней работы могут служить исследования, проведённые Исследовательской лабораторией Наваля в Вашингтоне (округ Колумбия) с использованием вируса мозаики коровьего гороха (англ. Cowpea Mosaic Virus (CPMV)) для усиления сигналов в сенсорах с ДНК-микрочипами. В данном случае вирусные частицы разделяли частицы флуоресцентных красителей, которые использовались для передачи сигнала, предотвращая, таким образом, скопление нефлуоресцентных димеров, выступающих как гасители сигнала. Другим примером использования CPMV является применение его как наноразмерного образца для молекулярной электроники.

### Искусственные вирусы
Многие вирусы могут быть получены de novo, то есть с нуля, а первый искусственный вирус был получен в 2002 году. Несмотря на некоторые неправильные трактовки, при этом синтезируется не сам вирус как таковой, а его геномная ДНК (в случае ДНК-вирусов) или комплементарная копия ДНК его генома (в случае РНК-вирусов). У вирусов многих семейств искусственная ДНК или РНК (последняя получается путём обратной транскрипции синтетической комплементарной ДНК), будучи введённой в клетку, проявляет инфекционные свойства. Иными словами, они содержат всю необходимую информацию для образования новых вирусов. Эту технологию в настоящее время используют для разработки вакцин нового типа. Возможность создавать искусственные вирусы имеет далеко идущие последствия, поскольку вирус не может вымереть, пока известна его геномная последовательность и имеются чувствительные к нему клетки. В наши дни полные геномные последовательности 2408 различных вирусов (в том числе оспы) находятся в публичном доступе в онлайн-базе данных, поддерживаемой Национальными институтами здравоохранения США.

### Вирусы как оружие
Способность вирусов вызывать опустошительные эпидемии среди людей порождает беспокойство, что вирусы могут использоваться как биологическое оружие. Дополнительные опасения вызвало успешное воссоздание вредоносного вируса испанского гриппа в лаборатории. Другим примером может служить вирус оспы. Он на всём протяжении истории опустошал множество стран вплоть до его окончательного искоренения. Официально образцы вируса оспы хранятся лишь в двух местах в мире — в двух лабораториях в России и США. Опасения, что он может быть использован как оружие, не совсем беспочвенны; вакцина против оспы иногда имеет тяжёлые побочные эффекты — в последние годы до официально объявленного искоренения вируса больше людей серьёзно заболели из-за вакцины, чем от вируса, поэтому вакцинация против оспы больше не практикуется повсеместно. По этой причине большая часть современного населения Земли практически не имеет устойчивости к оспе.

## В массовой культуре
В фильмах и других произведениях мир инфекционных заболеваний, в том числе вирусных, редко представляется достоверно. Исключая фильмы-биографии учёных и фильмы, повествующие о великих эпидемиях прошлого, в большинстве из них центральным событием является вспышка неизвестного болезнетворного агента, появление которого стало результатом акта биотерроризма, инцидента в лаборатории, или же он попал из космоса.

### В литературе
Вирусная инфекция заложена в основу следующих произведений (список неполный):
- Кодзи Судзуки. «Звонок».
- Кир Булычёв. «Лиловый шар».
- Стивен Кинг. «Противостояние».
- Майкл Крайтон. «Штамм „Андромеда“»[283].
- Джек Лондон. «Алая чума».
- Дэн Браун. «Инферно».

### В кинематографе
Вспышка необычной вирусной инфекции лежит в основе сюжета следующих художественных фильмов и сериалов:
- «В город пришла беда» (1966)
- «Часы Пандоры»[англ.] (1996)
- «28 дней спустя» (англ. 28 Days Later) (2003)
- «28 недель спустя» (англ. 28 Weeks Later) (2007)
- Штамм «Андромеда». Этот фильм, снятый по одноимённой повести Майкла Крайтона, можно назвать наиболее точным в научном плане[283].
- «12 обезьян» (1995)
- «Обитель зла» (2002) и его продолжения.
- «Эпидемия» (1995)
- «Лиловый шар» (1987)
- «Носители» (2009)
- «Я — Легенда» (2007)
- «Заражение» (2011)
- «Карантин» (2008)
- «Карантин 2: Терминал» (2011)
- «Регенезис» (сериал, 2004—2008)
- «Выжить после» (сериал 2013)
- «Спираль» (сериал, 2014—2015)
- «Штамм» (сериал, 2014—2015)
- «Последний корабль» (сериал, 2014—2015)
- «Закрытая школа» (сериал, 2011—2012)
- «Война миров Z» (2013)
- «Инферно» (2016)
- «Эпидемия» (2019)